# Henri IV (roi de France)
Pour les articles homonymes, voir Henri IV, Henri de Bourbon, Henri III, Henri de Navarre et Henri de France.
« Le Vert Galant » redirige ici. Pour les autres significations, voir Le Vert Galant (homonymie).
Henri IV, dit « le Grand » ou « Le Vert Galant », ou encore « Le Bon Roi Henri », né sous le nom d'Henri de Bourbon le 13 décembre 1553 à Pau et mort assassiné le 14 mai 1610 à Paris, est roi de Navarre à partir du 9 juin 1572 sous le nom d'Henri III, et roi de France sous le nom d'Henri IV du 2 août 1589 jusqu'à sa mort en 1610. Il réunit ainsi les dignités de roi de France et de Navarre et est le premier roi de France de la maison capétienne de Bourbon.
Henri de Bourbon est le fils d'Antoine de Bourbon, duc de Vendôme chef de la maison de Bourbon et de Jeanne d'Albret, reine de Navarre (elle-même fille de Marguerite d'Angoulême sœur de François Ier). Descendant en lignée masculine du roi Saint Louis à la dixième génération, il est premier prince du sang et, en vertu de la « loi salique », le successeur naturel des rois de France de la maison de Valois, s'ils meurent sans descendance mâle légitime, ce qui est le cas de tous les fils d'Henri II.
Bien que baptisé catholique, il est élevé dans la religion réformée et s'implique dans les guerres de Religion en tant que prince du sang, roi de Navarre et chef de la noblesse protestante. Il abjure le protestantisme en 1572, juste après son mariage avec Marguerite de Valois et alors que se déroule le massacre de la Saint-Barthélemy, mais il y revient en 1576 après avoir réussi à fuir la cour de France.
En 1584, à la mort du duc François d'Anjou, frère cadet et héritier du roi Henri III de France, il devient l'héritier légitime du trône. Les troubles religieux s'exacerbent, notamment sous la pression de la Ligue catholique, qui refuse de voir un protestant monter sur le trône.
En 1589, après l'assassinat d'Henri III par le moine ligueur Jacques Clément, Henri de Navarre devient pourtant roi de France. Mais il doit poursuivre la guerre contre la Ligue. Pour renforcer sa légitimité, il finit par se reconvertir solennellement au catholicisme, le 25 juillet 1593, lors d'une cérémonie en la basilique de Saint-Denis, ce qui lui permet d'être sacré en 1594, non pas à Reims mais à Chartres. Une partie de la Ligue n'en poursuit pas moins le combat jusqu'en 1598, année où, après avoir reçu à Angers la reddition du duc de Mercœur, gouverneur de Bretagne, Henri IV signe l'édit de Nantes, édit de pacification autorisant le culte protestant selon des modalités déterminées, mettant ainsi fin à plus de trois décennies de guerres de Religion en France.
Douze ans plus tard, alors qu'il prépare une guerre contre l'Espagne, Henri IV est assassiné rue de la Ferronnerie, à Paris, par un catholique fanatique venu d'Angoulême, François Ravaillac.

## Jeunesse

### Naissance et baptême catholique
Henri naît dans la nuit du 12 au 13 décembre 1553 à Pau, alors capitale de la souveraineté de Béarn, dans le château de son grand-père maternel le roi de Navarre. Henri d'Albret désirait depuis longtemps que sa fille unique lui donne un garçon. Selon la tradition rapportée par les chroniqueurs (Jean-Baptiste Legrain, André Favyn), Henri, aussitôt né, est donc remis entre les mains de son grand-père, qui l'emmène dans sa chambre, lui frotte les lèvres avec une gousse d'ail et lui fait respirer une coupe de vin, sans doute de jurançon, où le roi de Navarre possédait une vigne achetée en 1553. Ce « baptême béarnais » est une pratique courante avec les nouveau-nés, dans le but de prévenir les maladies, et ce type de bénédiction persiste les siècles suivants pour les baptêmes des enfants de la maison de France. Henri d’Albret lui offre une carapace de tortue, encore exposée dans une pièce du château de Pau qu'une tradition incertaine donne pour être la « chambre d’Henri IV » insérée dans l’appartement de Jeanne d'Albret. Suivant l'usage de la couronne de Navarre, il reçoit en tant que fils aîné le titre de prince de Viane.
Le futur Henri IV est baptisé dans la religion catholique quelques semaines après sa naissance, le 6 mars 1554, dans la chapelle du château de Pau, par le cardinal d'Armagnac. Ses parrains sont les rois Henri II de France et Henri II de Navarre (d'où le choix du prénom Henri), ses marraines sont la reine de France Catherine de Médicis et Isabeau d'Albret, sa tante, veuve du comte de Rohan. Pendant la cérémonie, le roi de France Henri II est représenté par le cardinal de Vendôme, frère d'Antoine de Bourbon.

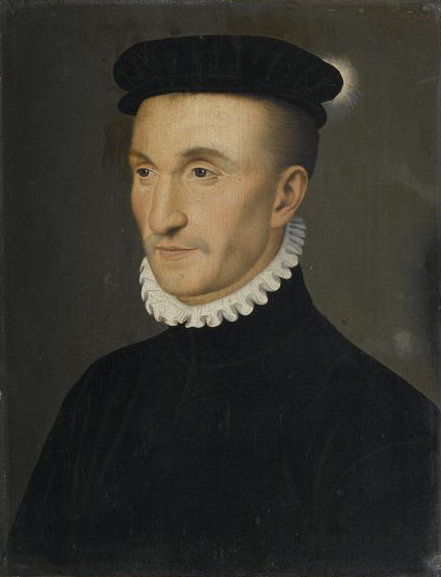
Henri II, roi de Navarre et grand-père maternel d'Henri.
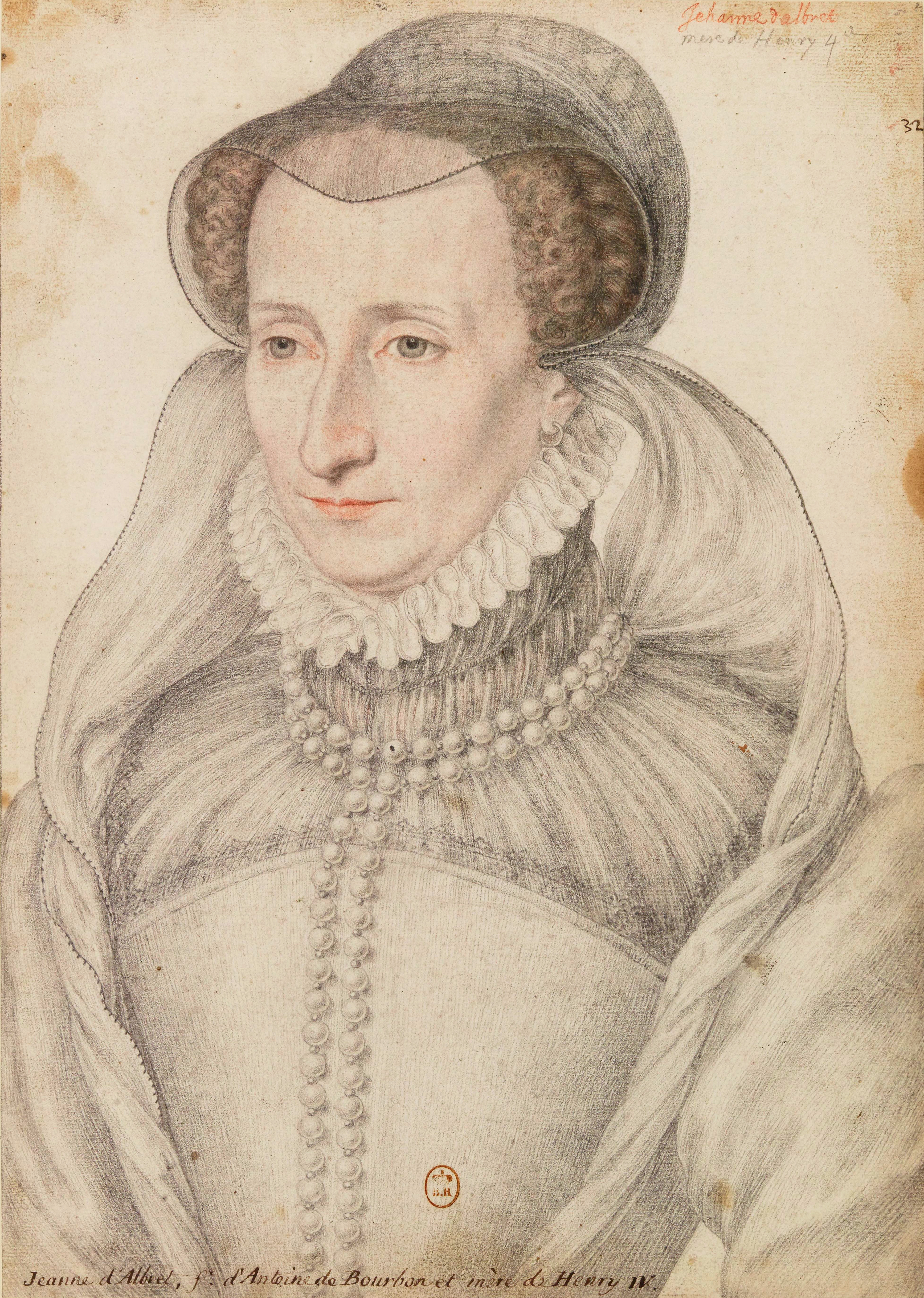
Jeanne d'Albret, mère d'Henri.
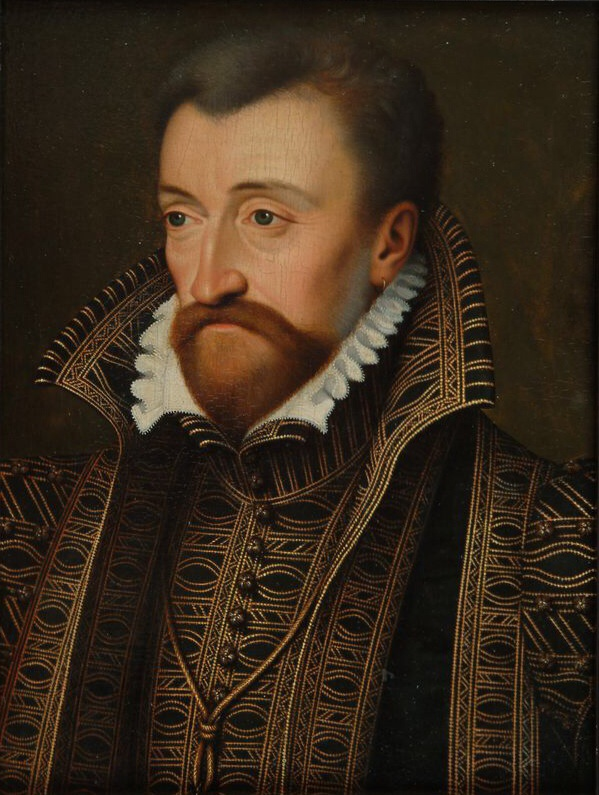
Antoine de Bourbon, père d'Henri.
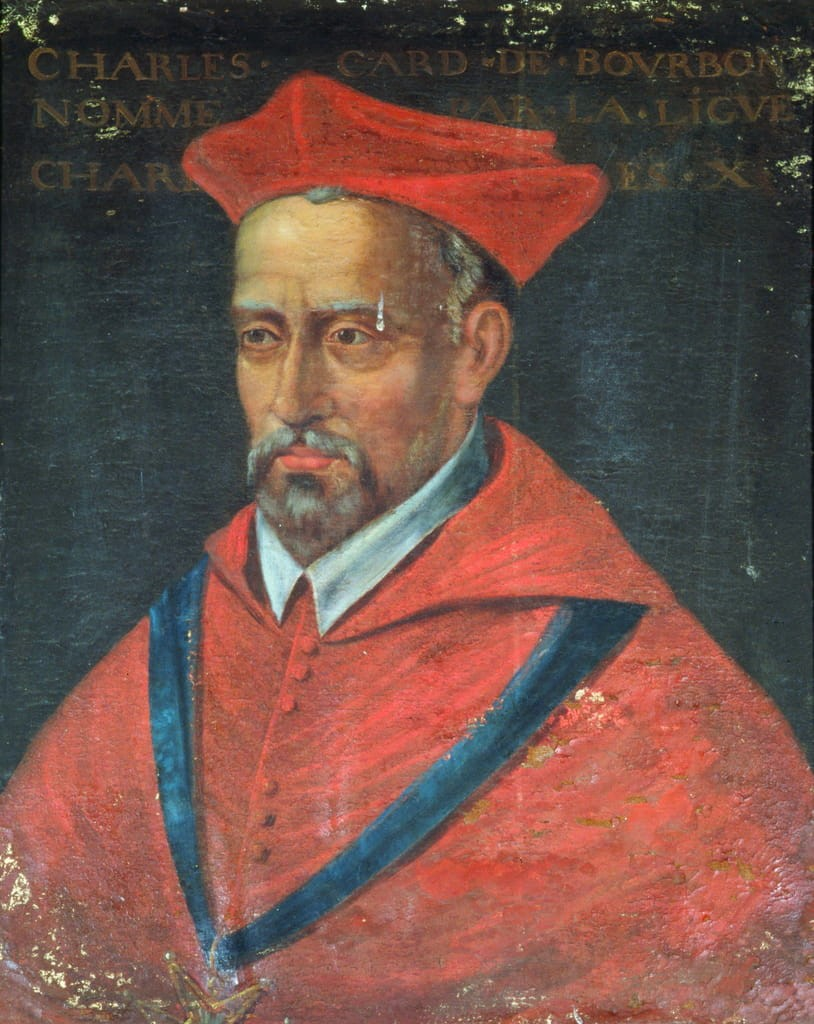
Le cardinal Charles de Bourbon, oncle paternel d'Henri.

### Petite enfance

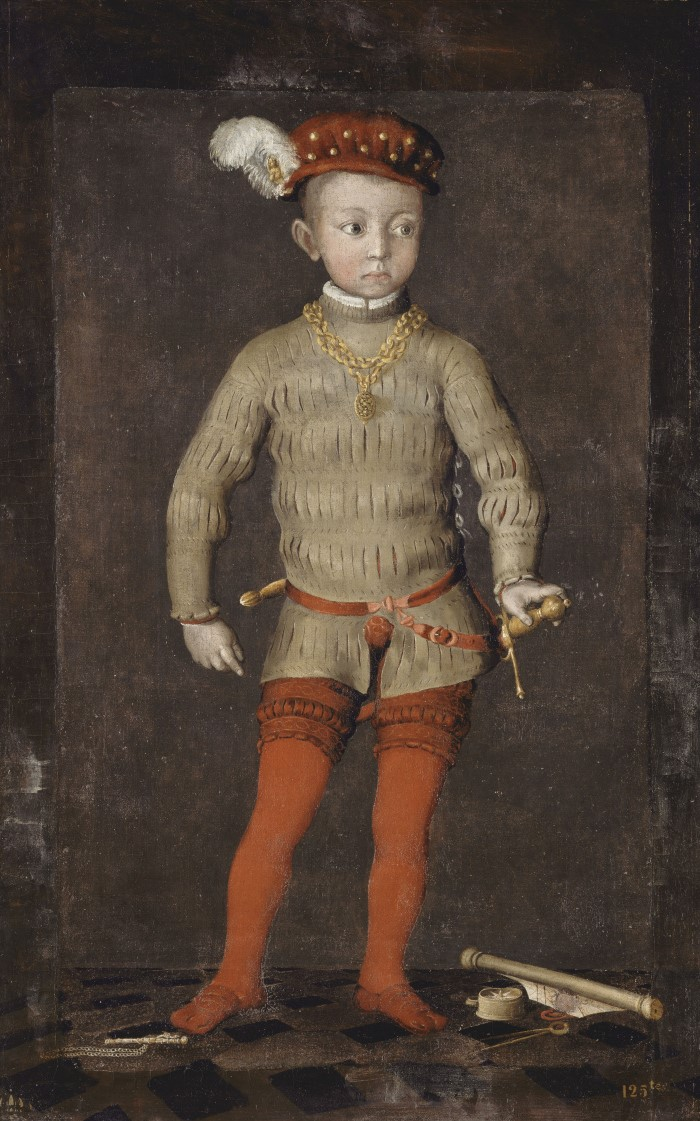
Portrait présumé du futur enfant.

Henri passe une partie de sa petite enfance dans la campagne de son pays au château de Coarraze. Il fréquente les paysans au cours de ses parties de chasse , et acquiert le surnom de « meunier de Barbaste ». Fidèle à l'esprit du calvinisme, sa mère Jeanne d'Albret prend soin de l'instruire dans cette stricte morale, selon les préceptes de la Réforme.
À l'avènement de Charles IX en 1561, son père Antoine de Bourbon l'amène vivre à la cour de France. Il y côtoie le roi et les princes de la maison royale qui sont de son âge. Ses parents s'opposent sur le choix de sa religion, sa mère désirant l'instruire dans le calvinisme, et son père dans le catholicisme.

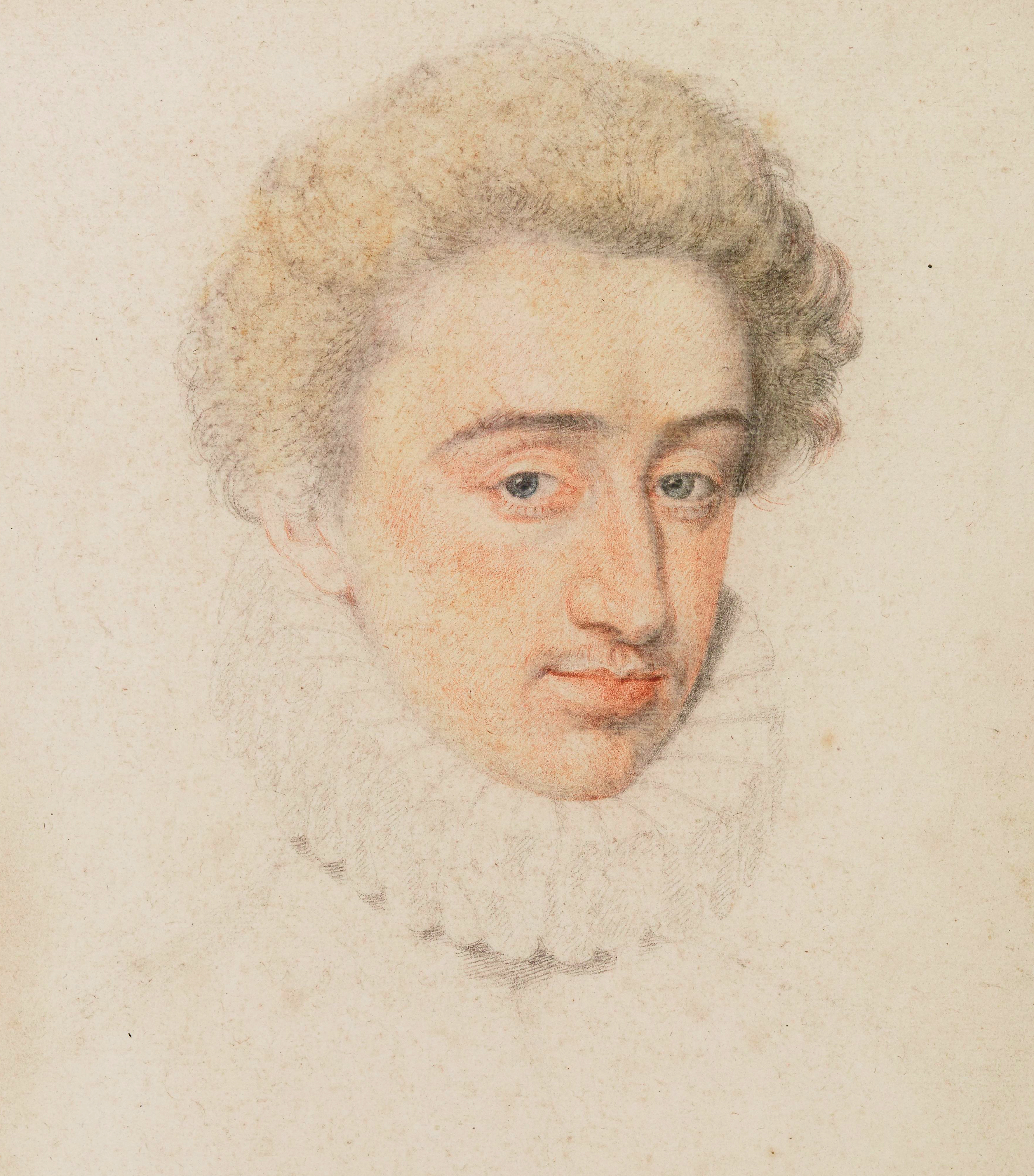
Henri de Navarre en 1568,
dessin de Dumonstier,
Paris, BnF, département des estampes.

Durant toute son existence, Henri ne séjournera que très rarement sur les terres de ses ancêtres paternels, le comté puis duché de Vendôme, le château de Vendôme n’étant plus la résidence principale de la famille.

### Guerres de religion
Durant la première guerre de Religion, Henri est placé par sécurité à Montargis sous la protection de Renée de France. Après la guerre et le décès de son père, il est retenu à la cour comme garant de l'entente entre la monarchie et la reine de Navarre. Jeanne d'Albret obtient de Catherine de Médicis le contrôle de son éducation et sa nomination comme gouverneur de Guyenne (1563).
De 1564 à 1566, il accompagne la famille royale durant son grand tour de France et retrouve à cette occasion sa mère qu'il n'avait pas revue depuis deux ans. En 1567, Jeanne d'Albret le fait revenir vivre auprès d'elle dans le Béarn.
En 1568, Henri participe à titre d'observateur à sa première campagne militaire en Navarre. Il poursuit ensuite son apprentissage militaire durant la troisième guerre de Religion. Sous la tutelle de l'amiral de Coligny, il assiste aux batailles de Jarnac, de La Roche-l'Abeille et de Moncontour. Il combat pour la toute première fois en 1570, lors de la bataille d'Arnay-le-Duc.

## Roi de Navarre

### À la cour de France

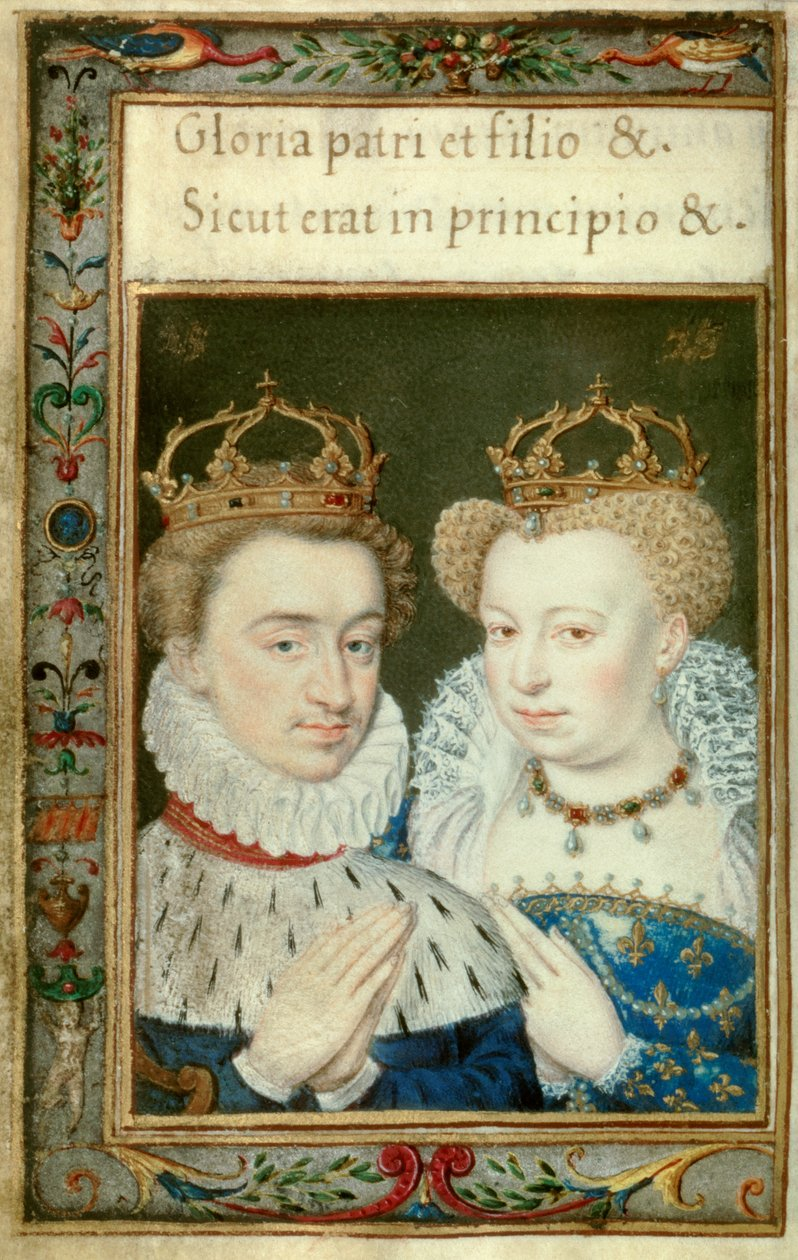
Henri et Marguerite de Valois, roi et reine de Navarre (vers 1572).
Miniature du livre d'heures de Catherine de Médicis.

En 1572, Henri vint (l’une des rares fois) au château de Vendôme pour y mettre en terre sa mère dans la collégiale Saint-Georges, nécropole des Bourbon-Vendôme, au côté de son époux Antoine de Bourbon.
Cette même année, succédant à sa mère Jeanne d'Albret, Henri de Navarre devient roi de Navarre sous le nom de Henri III. Le 18 août 1572, il est marié à Paris à la sœur du roi Charles IX, Marguerite de Valois (davantage connue à partir du XIXe siècle sous le sobriquet romancé de « reine Margot »). Ce mariage auquel s'était opposée Jeanne d'Albret dans un premier temps, a été arrangé pour favoriser la réconciliation entre catholiques et protestants. Comme Marguerite de Valois, catholique, ne peut se marier que devant un prêtre, et que Henri ne peut entrer dans une église, leur mariage fut célébré séparément, l'époux demeurant sur le parvis de Notre-Dame.
Cependant, dans un climat très tendu à Paris, et à la suite d'un attentat contre Gaspard de Coligny, le mariage est suivi quelques jours plus tard du massacre de la Saint-Barthélemy. Épargné par les tueries du fait de son statut de prince du sang, Henri est contraint quelques semaines plus tard de se convertir au catholicisme. Assigné à résidence à la cour de France, il se lie politiquement avec le frère du roi François d'Alençon et participe au siège de La Rochelle (1573).
Après sa participation aux complots des Malcontents, il est retenu prisonnier avec le duc d'Alençon au donjon de Vincennes (avril 1574). La clémence du roi lui évite la peine de mort mais il reste retenu à la cour. À l'avènement de Henri III, il reçoit à Lyon un nouveau pardon du roi et participe à la cérémonie de son sacre à Reims.

### La cour de Nérac

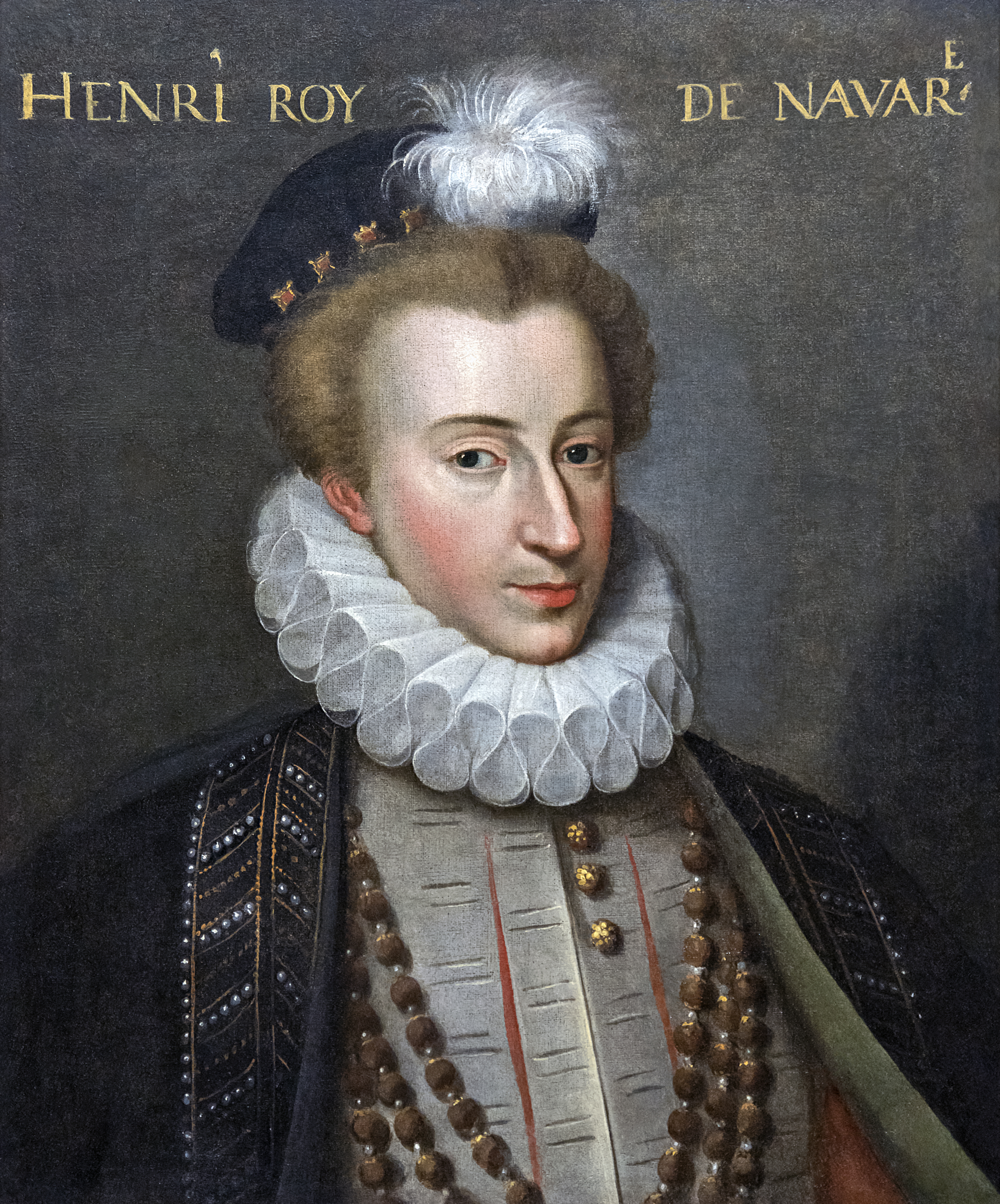
, roi de Navarre (vers 1575).
Huile sur toile, château de Pau.

Après avoir passé plus de trois ans comme otage à la cour, il profite des troubles de la cinquième guerre de Religion pour s'enfuir, le 5 février 1576. Ayant rejoint ses partisans, il renoue avec le protestantisme, en abjurant le catholicisme le 13 juin. Il soutient naturellement la cause des Malcontents (association de catholiques et de protestants modérés contre le gouvernement), mais animé d’un esprit modéré, il ne s’entend pas avec son cousin le prince de Condé qui, d’un tempérament opposé, se bat avec zèle pour le triomphe de la foi protestante. Henri de Navarre entend ménager la cour de France et s'assurer en Guyenne la fonction de gouverneur (représentant administratif et militaire du roi). En 1577, il participe timidement à la sixième guerre de Religion menée par son cousin.
Henri est désormais confronté à la méfiance des protestants qui lui reprochent son manque de sincérité religieuse. Il se tient à l’écart du Béarn qui est fermement tenu par les calvinistes. Henri est plus encore confronté à l’hostilité des catholiques. En décembre 1576, il manque de mourir dans un piège organisé dans la cité d’Eauze ; Bordeaux, pourtant capitale de son gouvernement, refuse même de lui ouvrir ses portes. Henri s’installe alors le long de la Garonne à Agen et à Lectoure qui a l’avantage d’être situé non loin de son château de Nérac. Sa cour est composée de gentilshommes appartenant aux deux religions. Ses conseillers sont essentiellement protestants, tels Duplessis-Mornay et Jean de Lacvivier.
D’octobre 1578 à mai 1579, la reine mère Catherine de Médicis lui rend visite pour achever la pacification du royaume. Espérant le maintenir plus facilement en obéissance, elle lui ramène son épouse Marguerite.

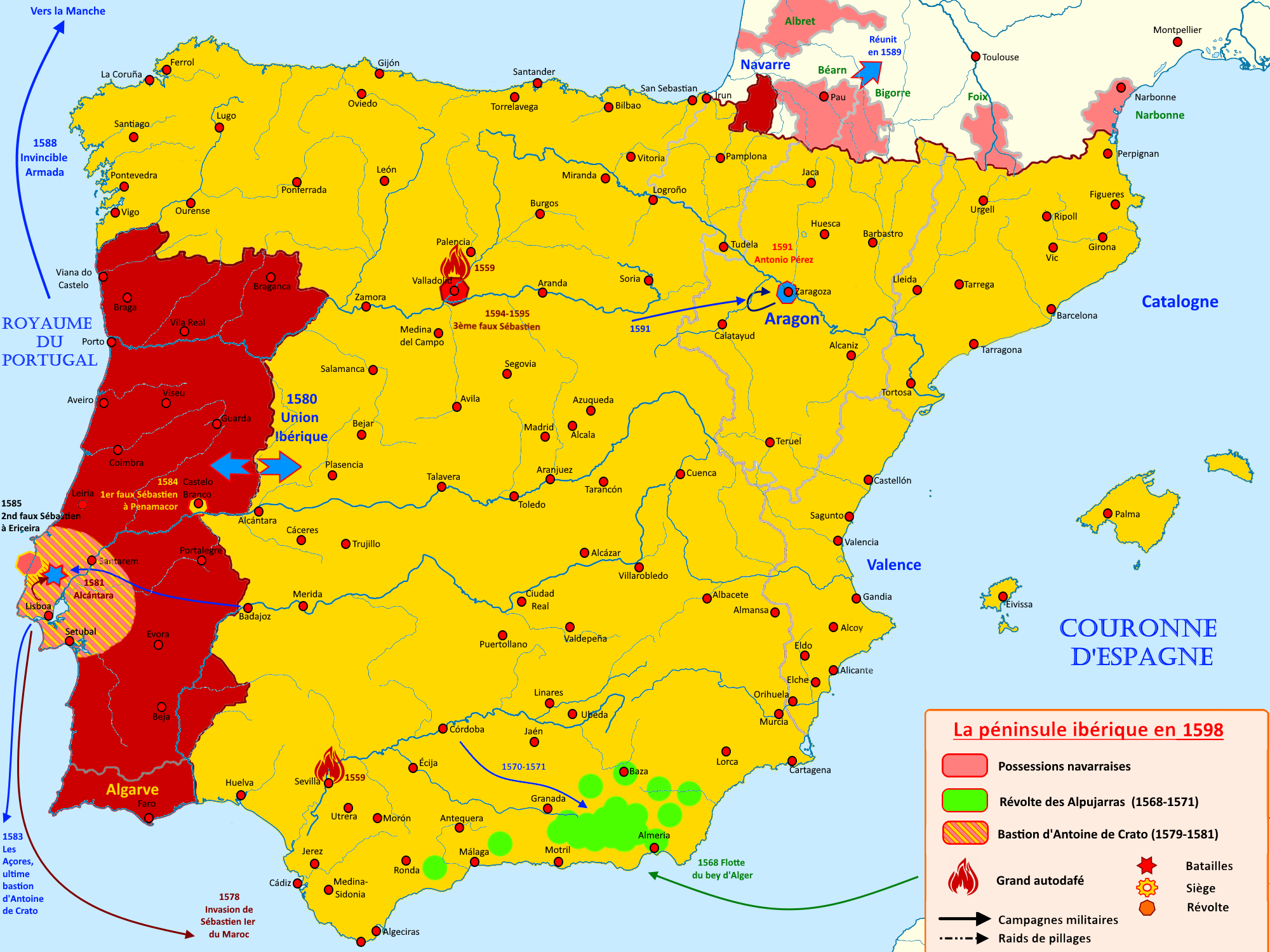
La péninsule ibérique avec, au nord des Pyrénées, le royaume de Navarre (Béarn, Albret, Bigorre, Foix…).

Pendant plusieurs mois, le couple Navarre mène grand train au château de Nérac. La cour se livre à des parties de chasse, de jeux et de danses, ce dont se plaignent amèrement les pasteurs. Sous l’influence de l’idéal platonique imposé par la reine, une atmosphère de galanterie règne sur la cour qui attire également un grand nombre de lettrés (comme Montaigne et Du Bartas). Henri se laisse aller lui-même aux plaisirs de la séduction — il s'éprend tour à tour de deux demoiselles de compagnie de la reine : Mlle Rebours et Françoise de Montmorency-Fosseux.
Henri participe ensuite à la septième guerre de Religion relancée par ses coreligionnaires. La prise de Cahors, en mai 1580, où il réussit à éviter pillage et massacre malgré cinq jours de combats de rue, lui vaut un grand prestige à la fois pour son courage et son humanité.
Henri de Navarre entretient entre 1582 et 1590 une relation avec la catholique Diane d'Andoins, à laquelle il promet le mariage. Seule de ses maîtresses à être associée à ses affaires, elle le soutient financièrement et semble avoir été pour lui autant une conseillère politique qu'une confidente. Les aventures féminines du roi créent la discorde au sein du couple, qui n'a toujours pas d'enfant, et provoquent le départ de Marguerite pour Paris. Le coup d'éclat de Marguerite à Agen (1585) consommera leur rupture définitive.
À la même époque la guerre de Succession du Portugal (1580-1583) permet au roi Philippe II d'Espagne de réaliser l'union de la péninsule ibérique, ce qui lui laissera les mains libres pour intervenir contre un éventuel "roi de France et de Navarre".

### Héritier du trône de France

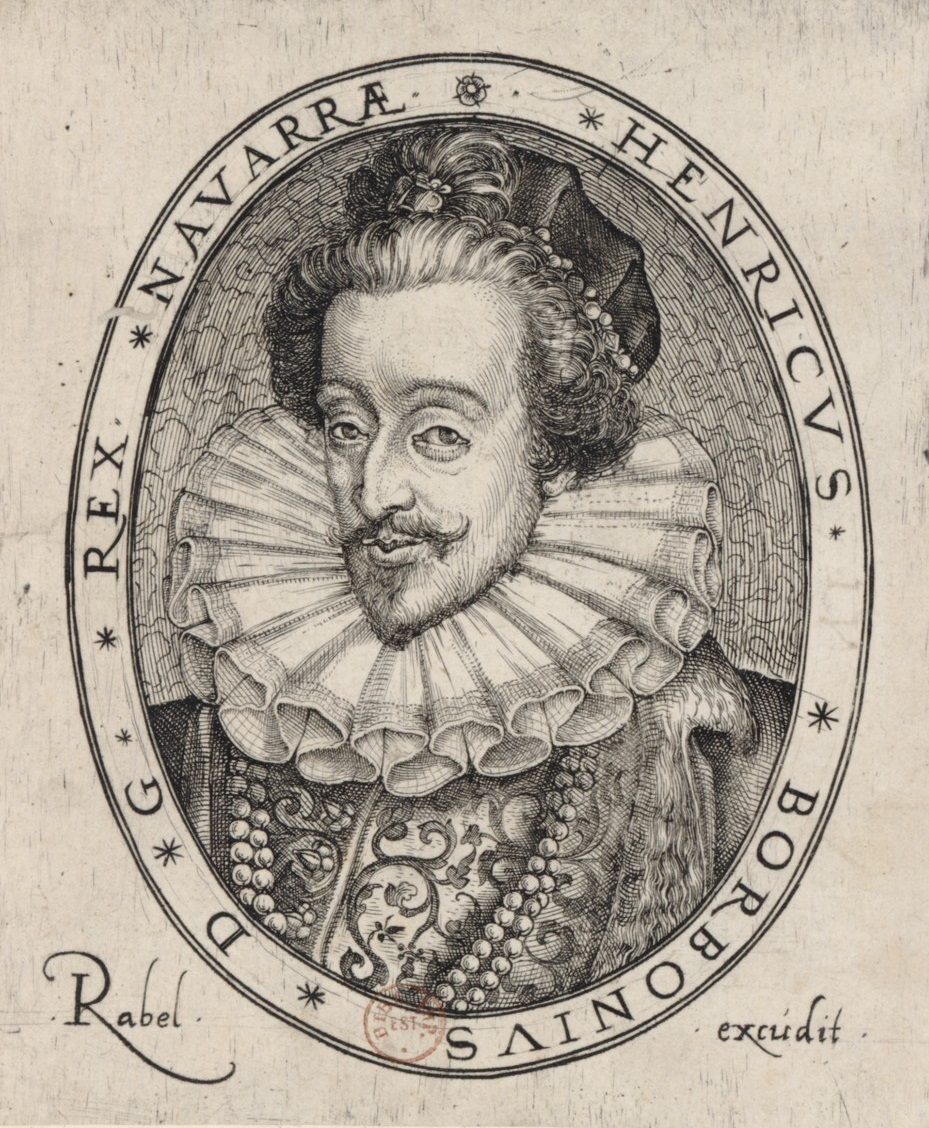
, roi de Navarre.
Burin de Jean Rabel, Paris, BnF, département des estampes, 1584.

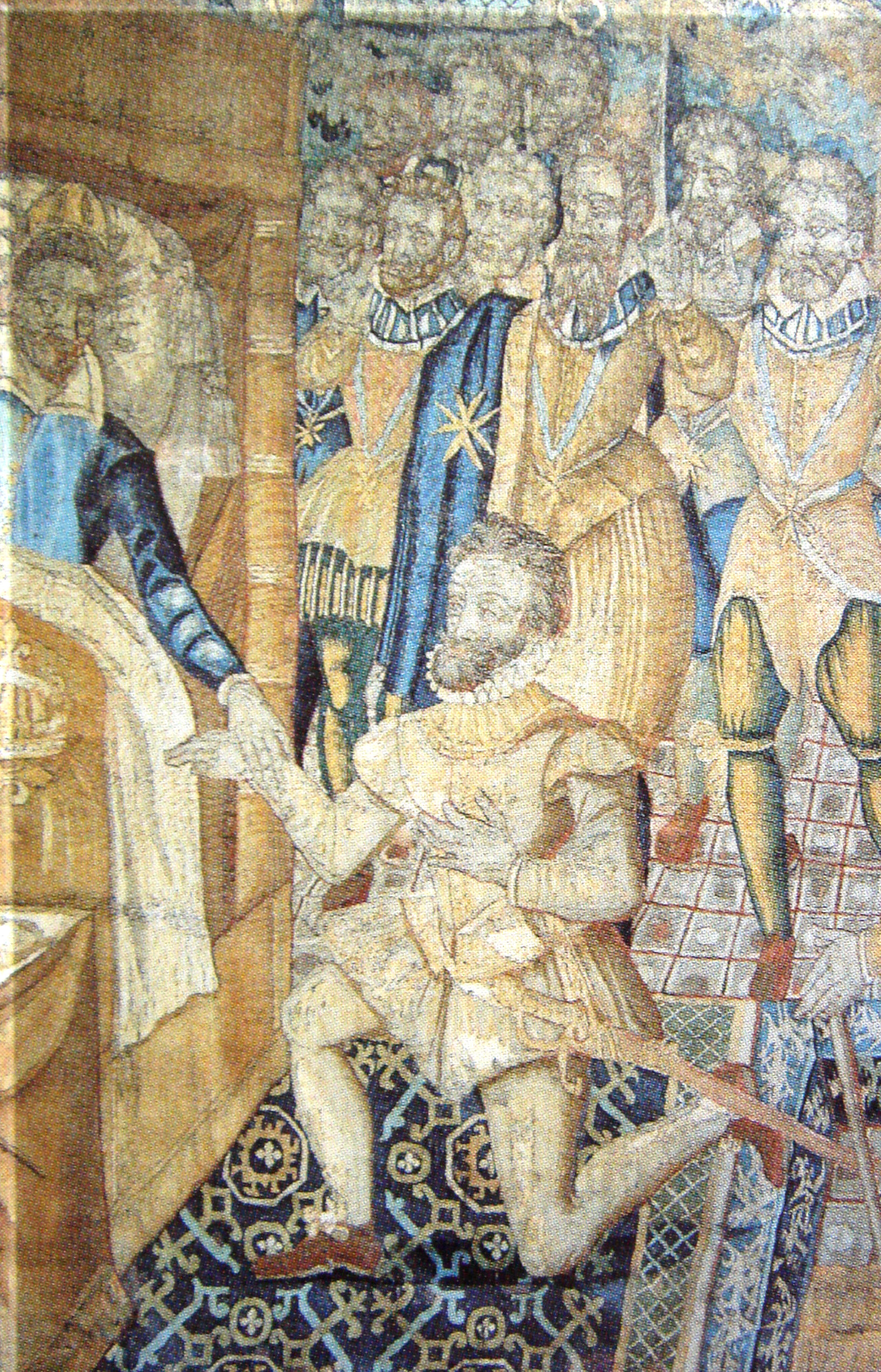
Sur son lit de mort, Henri III (roi de France) désigne le roi de Navarre comme son successeur au trône de France (tapisserie du XVIe siècle).

En 1584, le frère cadet du roi de France, François d'Anjou, meurt sans héritier. N'en ayant pas lui-même, le roi Henri III envisage de confirmer Henri de Navarre comme son héritier légitime. Il envoie le duc d'Épernon pour l'inviter en vain à se convertir et revenir à la cour. Mais quelques mois plus tard, contraint de signer le traité de Nemours pour donner des gages à la Sainte Ligue, il lui déclare la guerre et met hors la loi tous les protestants. La rumeur dit qu'en une nuit, la moitié de la moustache du futur Henri IV blanchit.

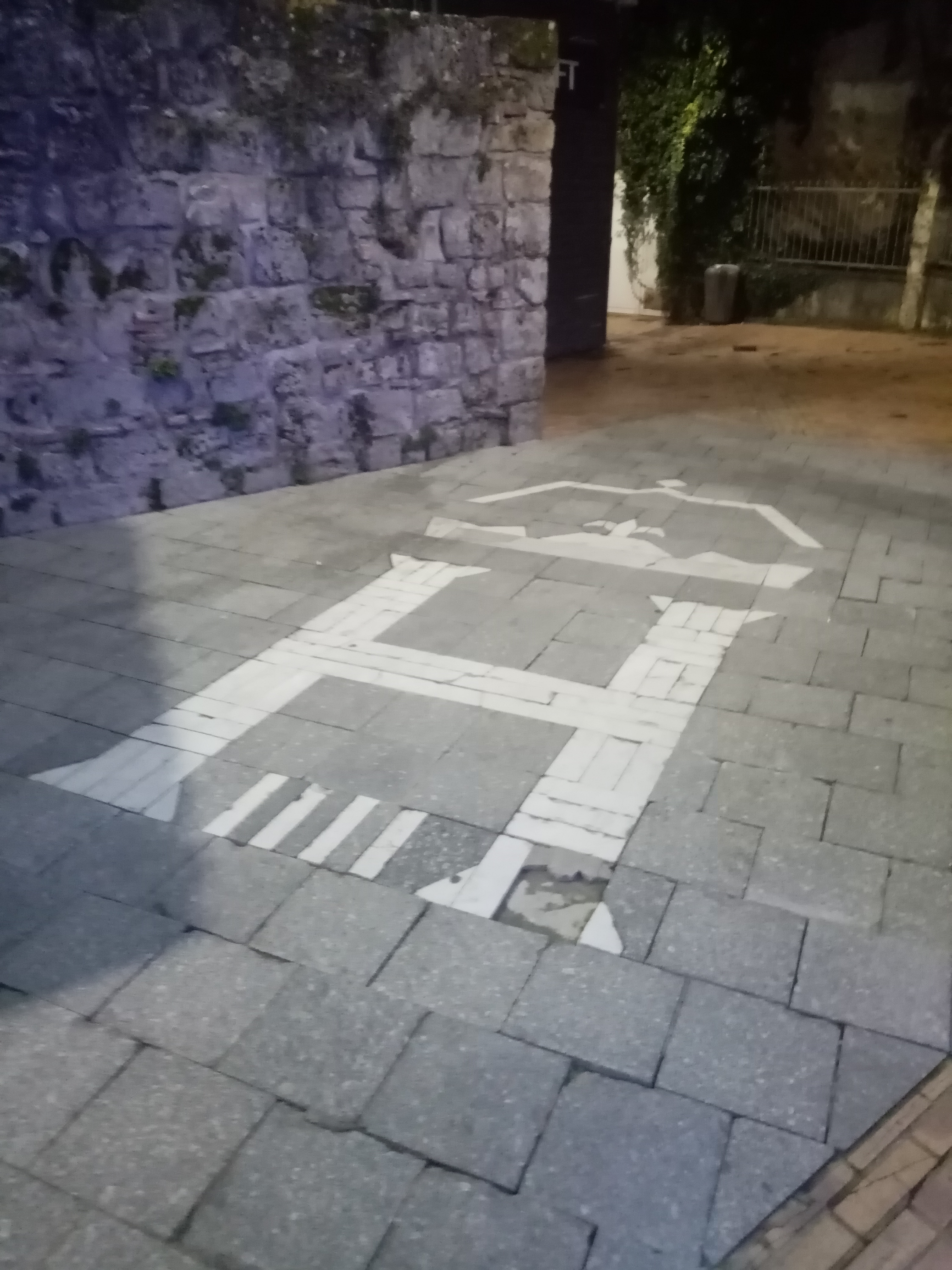
Souvenir du passage d'Henri de Navarre, futur Henri IV, le 15 mars 1585 à Castres où se tenait une réunion entre Protestants.

Commence alors un conflit où Henri de Navarre affronte à plusieurs occasions le duc de Mayenne. Relaps, Henri est de nouveau excommunié par le pape, puis doit affronter l'armée royale qu'il bat à la bataille de Coutras en 1587.
Plusieurs revirements apparaissent en 1588. Le 5 mars 1588, la mort soudaine du prince Henri de Condé positionne clairement le roi de Navarre à la tête des huguenots. Le 23 décembre 1588, par un « coup de majesté », le roi de France fait assassiner le duc Henri de Guise ainsi que le frère de celui-ci, le cardinal Louis, le lendemain. Le changement de la donne politique pousse les souverains de France et de Navarre à se réconcilier. Les deux rois se retrouvent au château de Plessis-lèz-Tours et signent un traité le 30 avril 1589. Alliés contre la Ligue qui contrôle Paris et la plus grande partie du royaume de France, ils parviennent à mettre le siège devant Paris en juillet de la même année.
Le 1er août 1589, le roi Henri III est assassiné par Jacques Clément, moine catholique fanatique. Avant de mourir le lendemain des suites d'une blessure au bas-ventre, il reconnaît formellement son beau-frère, le roi Henri III de Navarre comme son successeur légitime, et celui-ci devient le roi Henri IV de France. Sur son lit de mort, Henri III lui conseille de se convertir à la religion de la majorité des Français.
Pour Henri IV commence la longue reconquête du royaume, car les trois quarts des Français ne reconnaissent pas pour roi un noble protestant. Les catholiques de la Ligue refusent de reconnaître la légitimité de cette succession.

## Roi de France et de Navarre

### Guerre contre la ligue

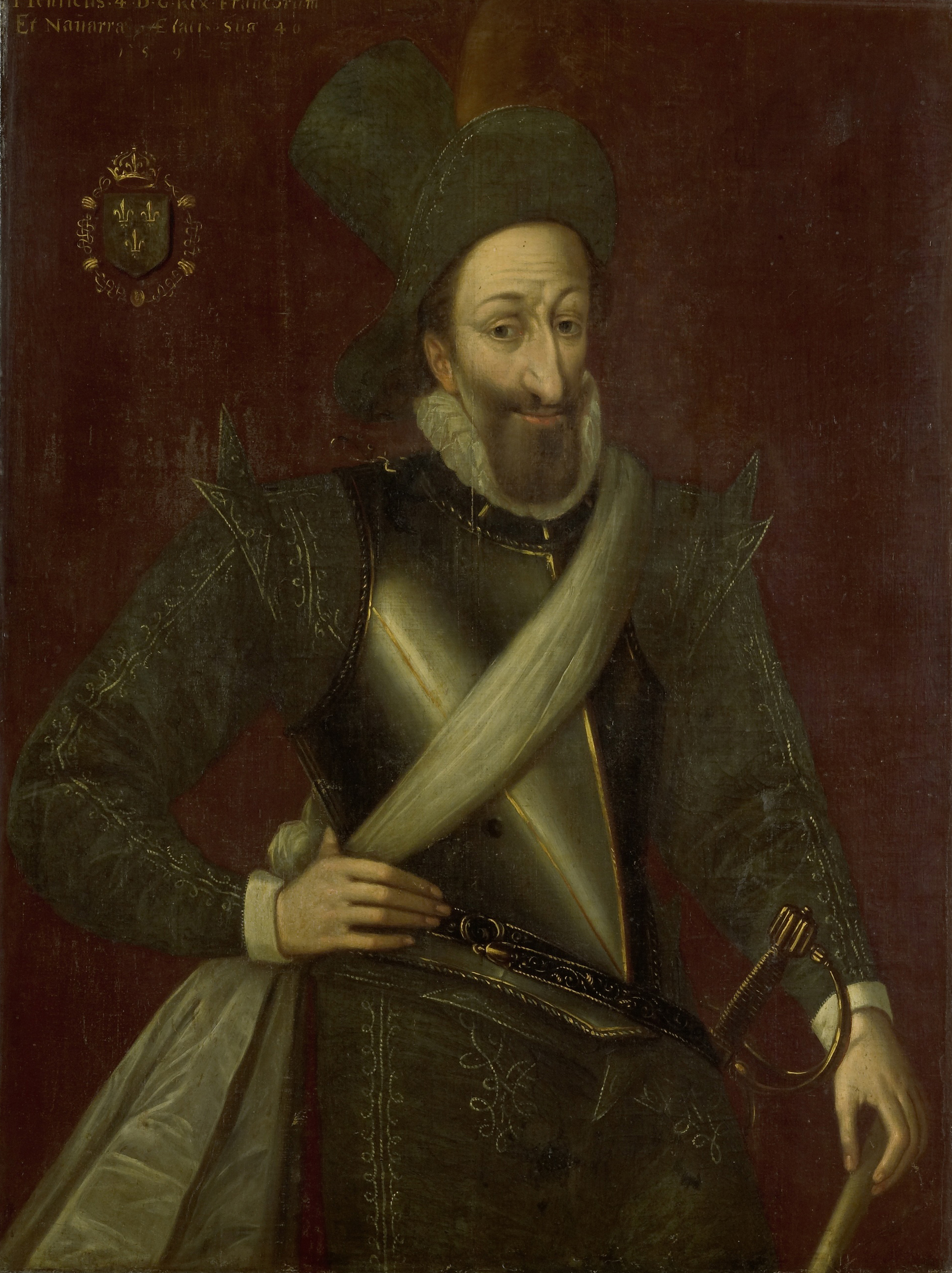
Portrait du roi par Jacob Bunel, Rijksmuseum Amsterdam, 1592.

Conscient de ses faiblesses, Henri IV doit d’abord conquérir les esprits. Les royalistes catholiques lui demandent d’abjurer le protestantisme, lui qui à dix-neuf ans avait déjà changé trois fois de religion. Il refuse, mais dans une déclaration publiée le 4 août, il indique qu’il respectera la religion catholique. Beaucoup hésitent à le suivre, certains protestants comme La Trémoille quittant même l’armée, qui passe de 40 000 à 20 000 hommes.
Affaibli, Henri IV doit abandonner le siège de Paris car les seigneurs rentrent chez eux, ne voulant pas servir un protestant. Appuyés par l'Espagne, les ligueurs relancent les hostilités, le contraignant à se replier personnellement à Dieppe, en raison de l'alliance avec la reine Élisabeth Ire d'Angleterre, tandis que ses troupes refluent partout.

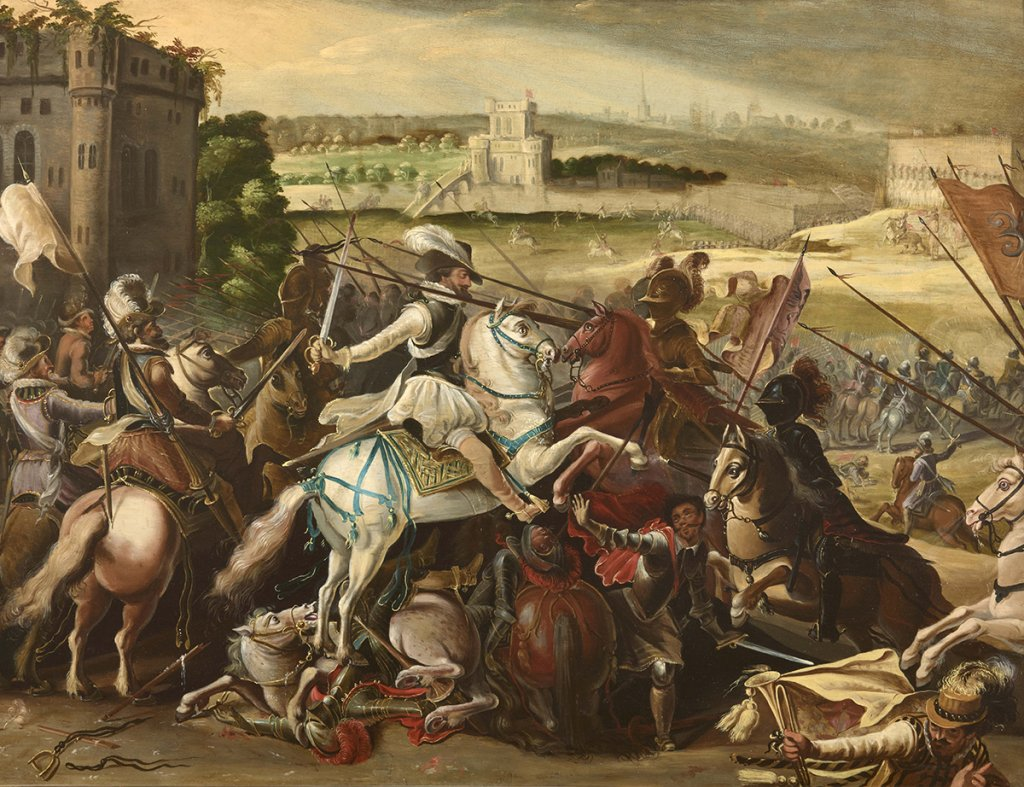
à la bataille d'Arques, 21 septembre 1589, école française, Château de Versailles, 1590.

Cependant, Henri IV est victorieux de Charles de Lorraine, duc de Mayenne, le 29 septembre 1589 lors de la bataille d'Arques. Les 10 000 hommes du roi ayant battu 35 000 ligueurs, une analogie se fait avec la victoire de David contre Goliath. Au soutien des nobles, huguenots et politiques rassurés par ce chef de guerre solide et humain, s’ajoutent ceux de Conti et Montpensier (princes du sang), Longueville, Luxembourg et Rohan-Montbazon, ducs et pairs, des maréchaux Biron et d’Aumont, et d’assez nombreux nobles (Champagne, Picardie, Île-de-France).
Il échoue par la suite à reprendre Paris, mais prend d’assaut Vendôme. Là aussi, il veille à ce que les églises restent intactes, et à ce que les habitants ne souffrent pas du passage de son armée. Grâce à cet exemple, toutes les villes entre Tours et Le Mans se rendent sans combat. Il bat à nouveau les Ligueurs et les Espagnols à Ivry le 14 mars 1590 où naît le mythe du panache blanc car, selon Agrippa d'Aubigné, Henri IV aurait crié : « Ralliez-vous à mon panache blanc, vous le trouverez au chemin de la victoire et de l’honneur »,. Il assiège Dreux sans succès puis affame Paris, mais ne peut prendre la ville, qui est ravitaillée par les Espagnols. L'approche du duc de Mayenne et du duc de Parme lui fait lever le siège.

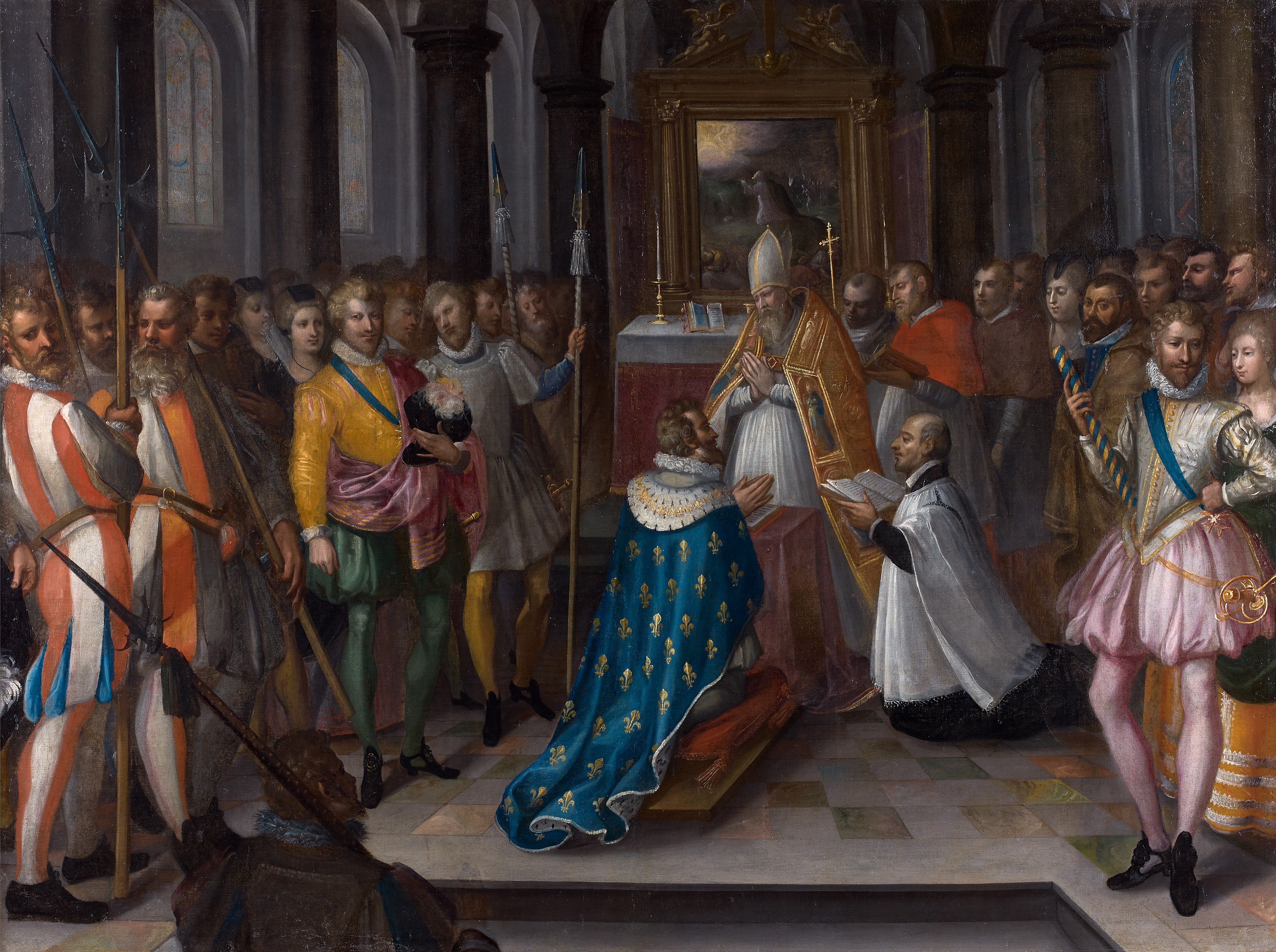
L'abjuration d', le 25 juillet 1593, en la basilique Saint-Denis. Musée d'art et d'histoire de Meudon, inv. A.1974-1-6.

Les protestants lui reprochent de ne pas leur donner la liberté de culte : en juillet 1591, il rétablit par l’édit de Mantes (à ne pas confondre avec l'édit de Nantes de 1598) les dispositions de l’édit de Poitiers (1577), qui leur donnait une liberté très limitée du culte. Le duc de Mayenne, alors en guerre contre Henri IV, convoque les états généraux en janvier 1593, dans le but d’élire un nouveau roi. Mais il est déjoué : les états négocient avec le parti du roi, obtiennent une trêve, puis sa conversion. Encouragé par l'amour de sa vie, Gabrielle d'Estrées, et surtout très conscient de l'épuisement des forces en présence, tant au niveau moral que financier, Henri IV, en fin politique, choisit d'abjurer la foi calviniste. Le 4 avril 1592, par une déclaration connue sous le nom d'« expédient », Henri IV annonce son intention d'être instruit dans la religion catholique.
Henri IV abjure solennellement le protestantisme, le 25 juillet 1593 en la basilique Saint-Denis ou il est baptisé par Jacques Davy du Perron. On lui a prêté, bien à tort, le mot selon lequel « Paris vaut bien une messe » (1593), même si le fond semble plein de sens.

### Abjuration et sacre du roi

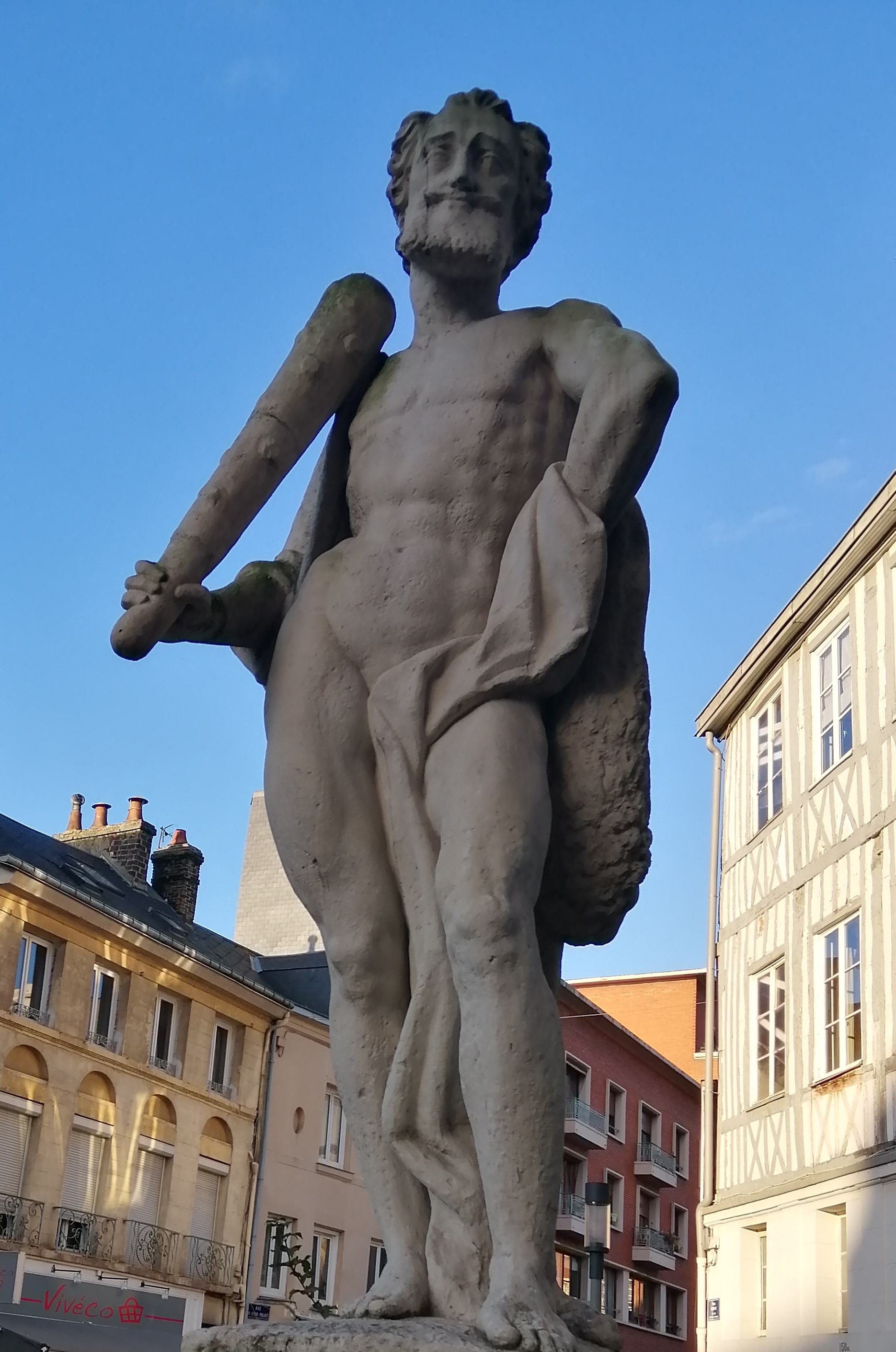
Henri IV en Hercule portant la peau du lion de Némée, statue érigée à Rouen par la municipalité en 1594

Afin d’accélérer le ralliement des villes et des provinces (et de leurs gouverneurs), il multiplie les promesses et les cadeaux, pour un total de 25 millions de livres. L’augmentation consécutive des impôts (multiplication par 2,7 de la taille) provoque la révolte des croquants dans les provinces les plus fidèles au roi, Poitou, Saintonge, Limousin et Périgord.
Au début de 1594, Henri IV assiège avec succès Dreux puis il est sacré le 27 février 1594 en la cathédrale de Chartres : il est l'un des trois rois de France sacrés ailleurs qu'à Reims et Paris, qui étaient en effet tenus par l'armée de la Ligue. Son entrée dans Paris le 22 mars 1594, où il distribue des billets exprimant son pardon royal et, pour finir, l'absolution accordée par le pape Clément VIII le 17 septembre 1595, lui assurent le ralliement progressif de toute la noblesse et du reste de la population, malgré des réticences très fortes des opposants les plus exaltés, tel Jean Châtel qui tente d'assassiner le roi le 27 décembre 1594 à l'hôtel du Bouchage près du Louvre, où réside sa maîtresse Gabrielle d'Estrées. Il bat de manière définitive l'armée de la Ligue à Fontaine-Française.

### La guerre contre l'Espagne puis la Savoie

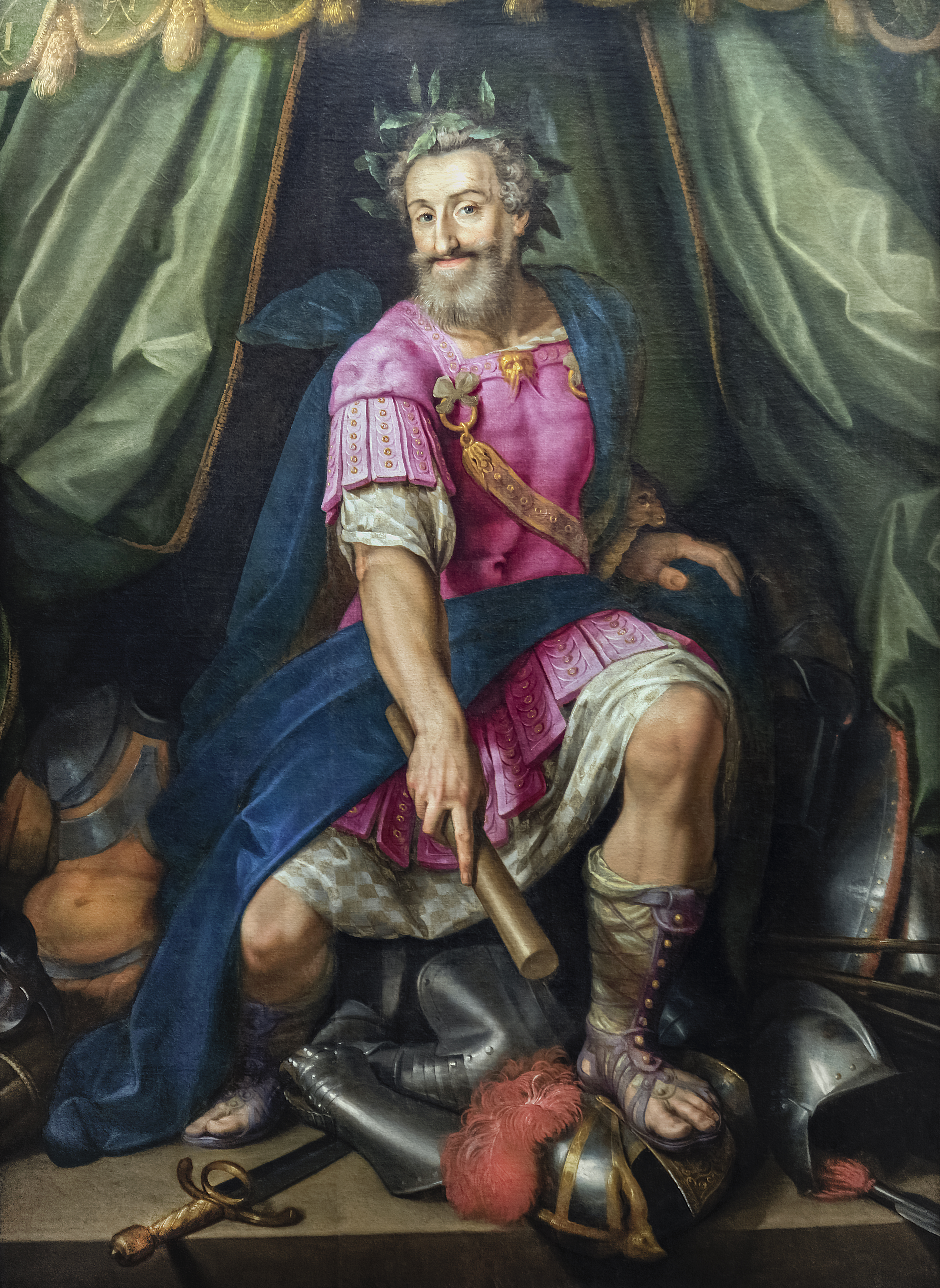
représenté en Mars vainqueur de la Ligue.
Toile de Jacob Bunel, château de Pau, vers 1605-1606.

En 1595, Henri IV déclare officiellement la guerre à l'Espagne. Il s'agit d'une stratégie habile faisant des derniers ligueurs, soutenus financièrement par Philippe II, des traîtres. Le roi éprouve alors d'énormes difficultés à repousser les attaques espagnoles en Picardie. La prise d'Amiens par les Espagnols et le débarquement d'une troupe hispanique en Bretagne, où le gouverneur Philippe Emmanuel de Lorraine, duc de Mercœur, cousin des Guise et beau-frère du feu roi Henri III, ne reconnaît toujours pas Henri IV pour roi, laisse celui-ci dans une situation périlleuse.
Le roi perd également l'appui de la noblesse protestante. À l'imitation de La Trémoille et de Bouillon, elle s'abstient de paraître au combat. Choqués par sa conversion et par les nombreuses personnalités qui l'imitent, les protestants en plein désarroi reprochent au roi de les avoir abandonnés. Ils se réunissent régulièrement en assemblée pour réactiver leur organisation politique. Ils vont jusqu'à se saisir de l'impôt royal pour leur propre compte.
Après avoir soumis la Bretagne, ravagé la Franche-Comté et repris Amiens aux Espagnols, Henri IV signe en avril 1598 l’édit de Nantes qui met en place une paix entre protestants et catholiques. Nantes est la ville où siège le gouverneur de Bretagne et dernier ligueur, le duc de Mercœur, dont Henri a acheté le ralliement. Au total, les ralliements de nobles ont coûté 35 millions de livres tournois. Les deux armées étant à bout de forces, le 2 mai 1598 est signée la paix de Vervins entre la France et l'Espagne. Après plusieurs décennies de guerres civiles, la France connaît enfin la paix. Henri IV mène une « bataille de l'édit » pour faire accepter l'édit de Nantes aux différents parlements du royaume. Le dernier est le parlement de Rouen en 1609.
Toutefois, l'article de la paix de Vervins concernant le duc de Savoie devient la cause d'une nouvelle guerre. Le 20 décembre 1599, Henri IV reçoit Charles-Emmanuel Ier de Savoie à Fontainebleau afin de régler le différend. En mars 1600, le duc de Savoie demande un délai de réflexion de trois mois et repart pour ses États. Le terme de trois mois étant écoulé, Henri IV fait sommer Charles-Emmanuel de se déclarer. Le prince répond que la guerre lui serait moins préjudiciable qu'une paix comme celle qu'on lui offre. Immédiatement, Henri IV lui déclare la guerre, le 11 août 1600.

### Mariage avec Marie de Médicis
Henri IV approche de la cinquantaine et n'a toujours pas d'héritier légitime. Depuis quelques années, Gabrielle d'Estrées partage sa vie mais, n'appartenant pas à une famille régnante, elle ne peut guère prétendre devenir reine. Se comportant tout de même comme telle, Gabrielle suscite de nombreuses critiques, tant de l'entourage royal que des pamphlétaires, qui la surnomment la « duchesse d'Ordure ». Sa mort survenue brutalement en 1599, sans doute d'une éclampsie puerpérale, permet au roi d'envisager de prendre une nouvelle épouse digne de son rang.

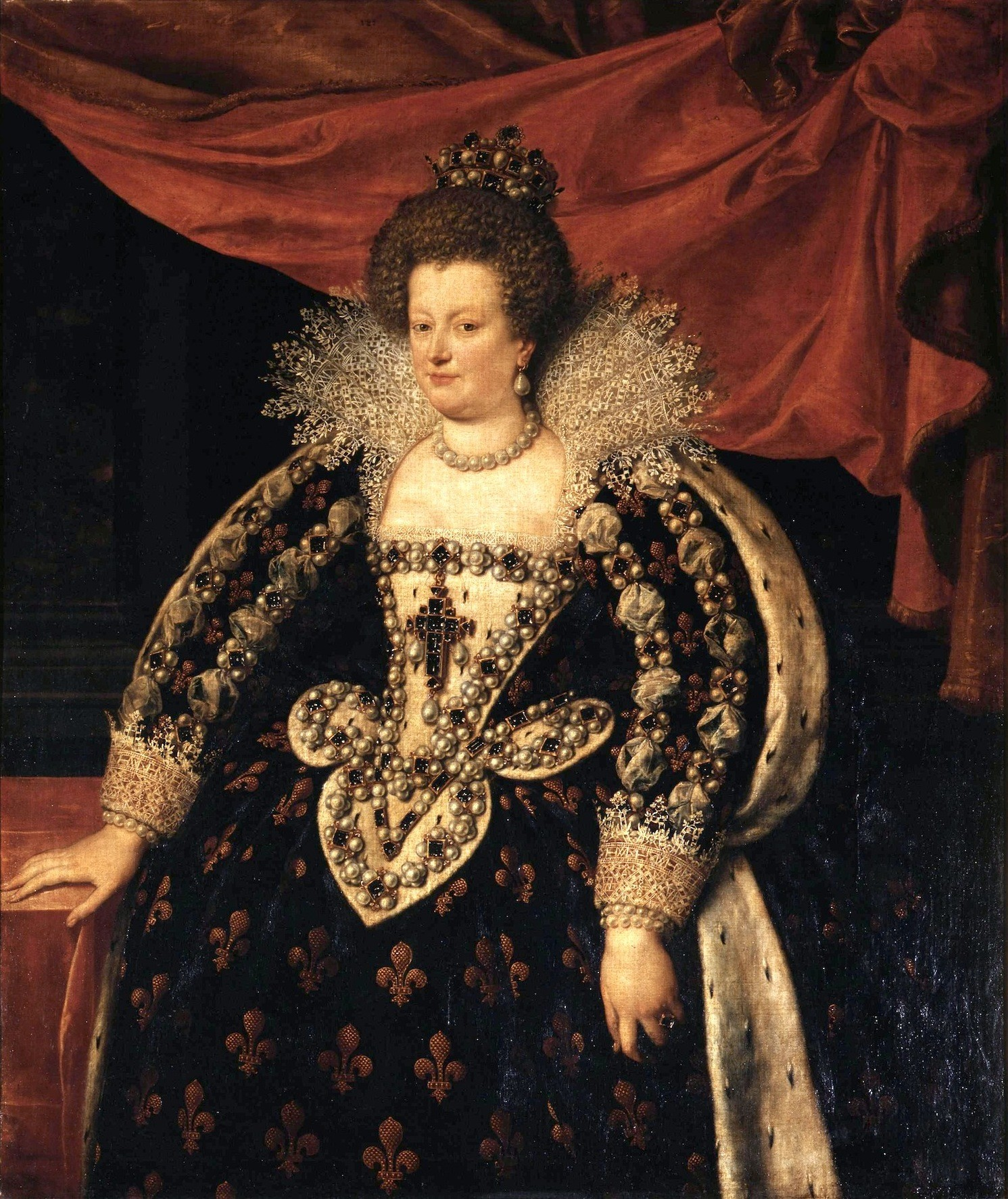
Portrait de Marie de Médicis par Frans Pourbus le Jeune.

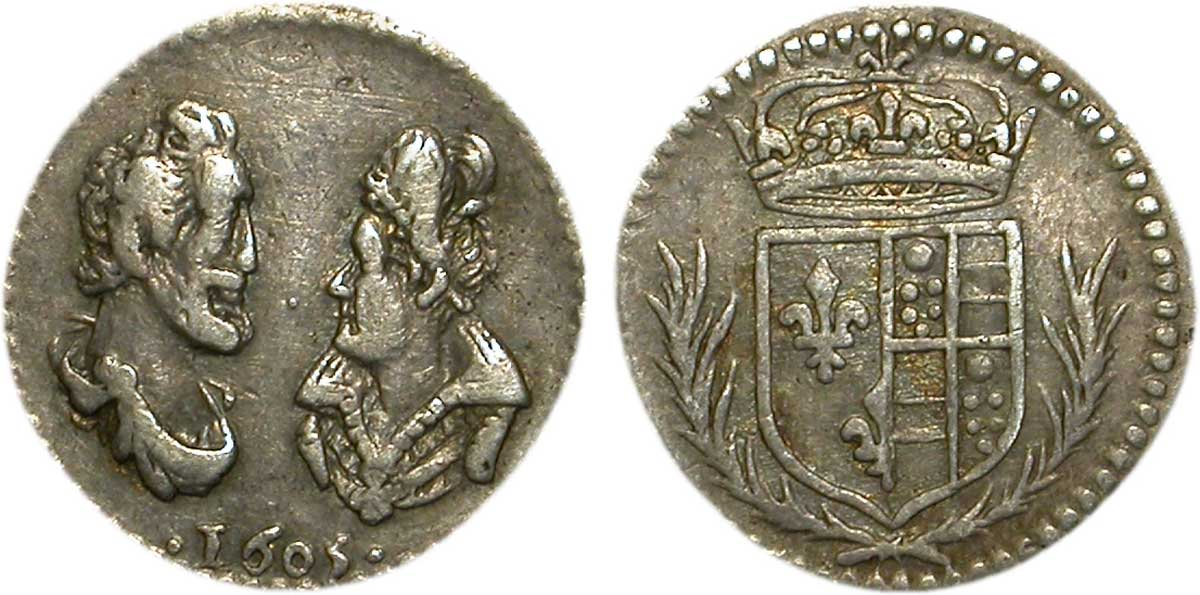
Bustes affrontés d’, le buste drapé et de Marie de Médicis avec un large col en dentelle (médaille frappée en 1605).

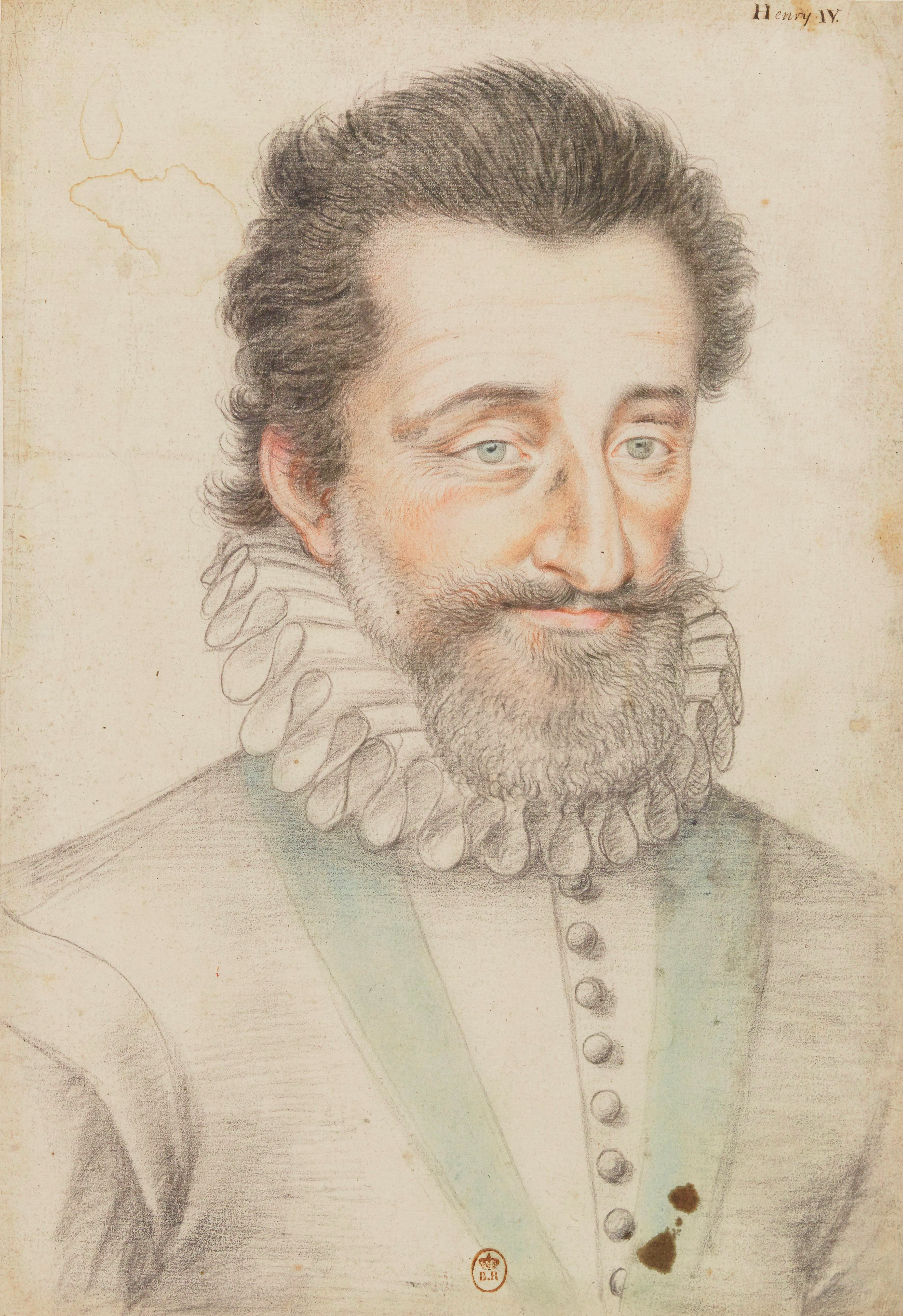
, portrait par François Quesnel.
Paris, BnF, département des estampes, vers 1602.

En octobre 1599, il obtient l'annulation de son mariage avec la reine Marguerite, et épouse, à la cathédrale Saint-Jean de Lyon, le 17 décembre 1600, Marie de Médicis, fille de François Ier de Médicis et de Jeanne d'Autriche, et nièce de Ferdinand Ier, grand-duc de Toscane alors régnant. Ce mariage est une double bénédiction puisque la dot permet d'effacer toute une année de dettes et que Marie de Médicis met au monde le dauphin Louis l'année suivante, assurant ainsi l'avenir de la dynastie de Bourbon.
Henri IV compromet son mariage et sa couronne en poursuivant sa relation extra-conjugale, commencée peu de temps après la mort de Gabrielle d'Estrées, avec Henriette d'Entragues, jeune femme ambitieuse, qui n'hésite pas à faire du chantage au roi, pour légitimer les enfants qu'elle a eus de lui. Ses requêtes repoussées, Henriette d'Entragues complote à plusieurs reprises contre son royal amant. En 1602, quand Henri IV vient présenter sa filleule, Louise de Gondi, au Prieuré Saint-Louis de Poissy dont elle deviendra prieure en 1623, il remarque en passant la beauté de Louise de Maupeou à qui il fait la cour.
En 1609, après plusieurs autres passades, Henri va se prendre de passion pour la jeune Charlotte-Marguerite de Montmorency.

### Reconstruction et pacification du royaume
Henri IV s'appuie, pour gouverner, sur des ministres et conseillers compétents comme le baron de Rosny, futur duc de Sully, le catholique Villeroy et l'économiste Barthélemy de Laffemas. Les années de paix permettent de renflouer les caisses. Henri IV fait construire la grande galerie du Louvre qui relie le palais aux Tuileries. Il lance plusieurs campagnes d'agrandissement et de décors dans les grands châteaux royaux, à Fontainebleau et à Saint-Germain-en-Laye, en faisant appel à plusieurs sculpteurs de talent (Pierre Biard l'Aîné, Pierre Franqueville, Mathieu Jacquet, Barthélemy Prieur, Jean Mansart) et des peintres français ou flamands (Toussaint Dubreuil, Ambroise Dubois, Jacob Bunel, Martin Fréminet). Il met en place une politique d'urbanisme moderne. Il poursuit ainsi la construction du pont Neuf commencé sous son prédécesseur. Il fait bâtir à Paris deux nouvelles places, la place Royale (aujourd'hui place des Vosges) et la place Dauphine, sur l'île de la Cité. Il projette également de créer une « place de France » semi-circulaire au nord du Marais, mais elle ne verra jamais le jour.

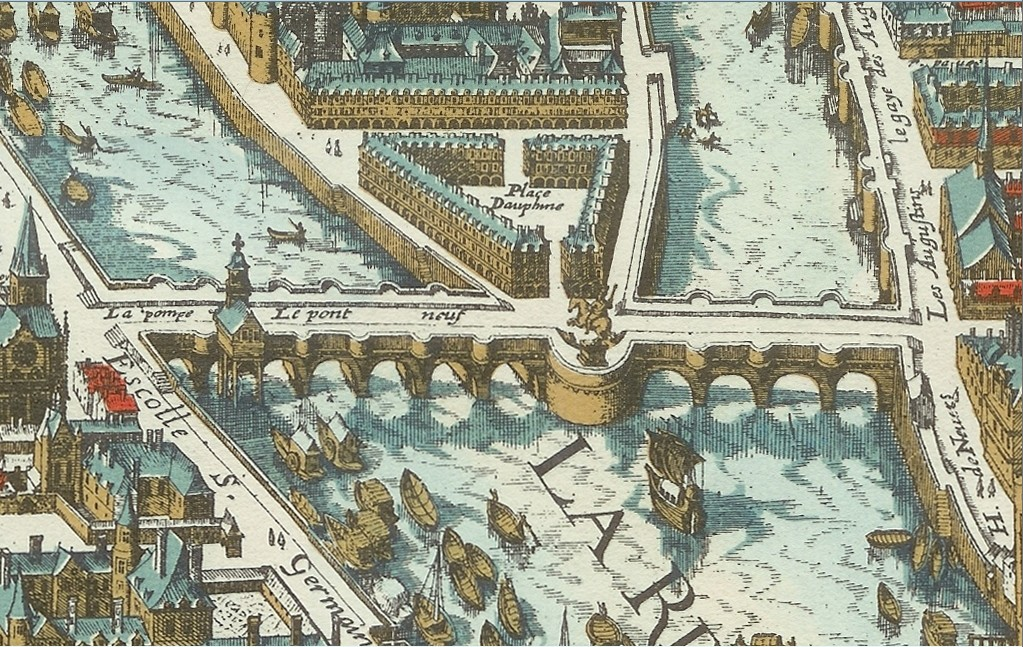
Le pont Neuf (détail du plan de Mérian, 1615).
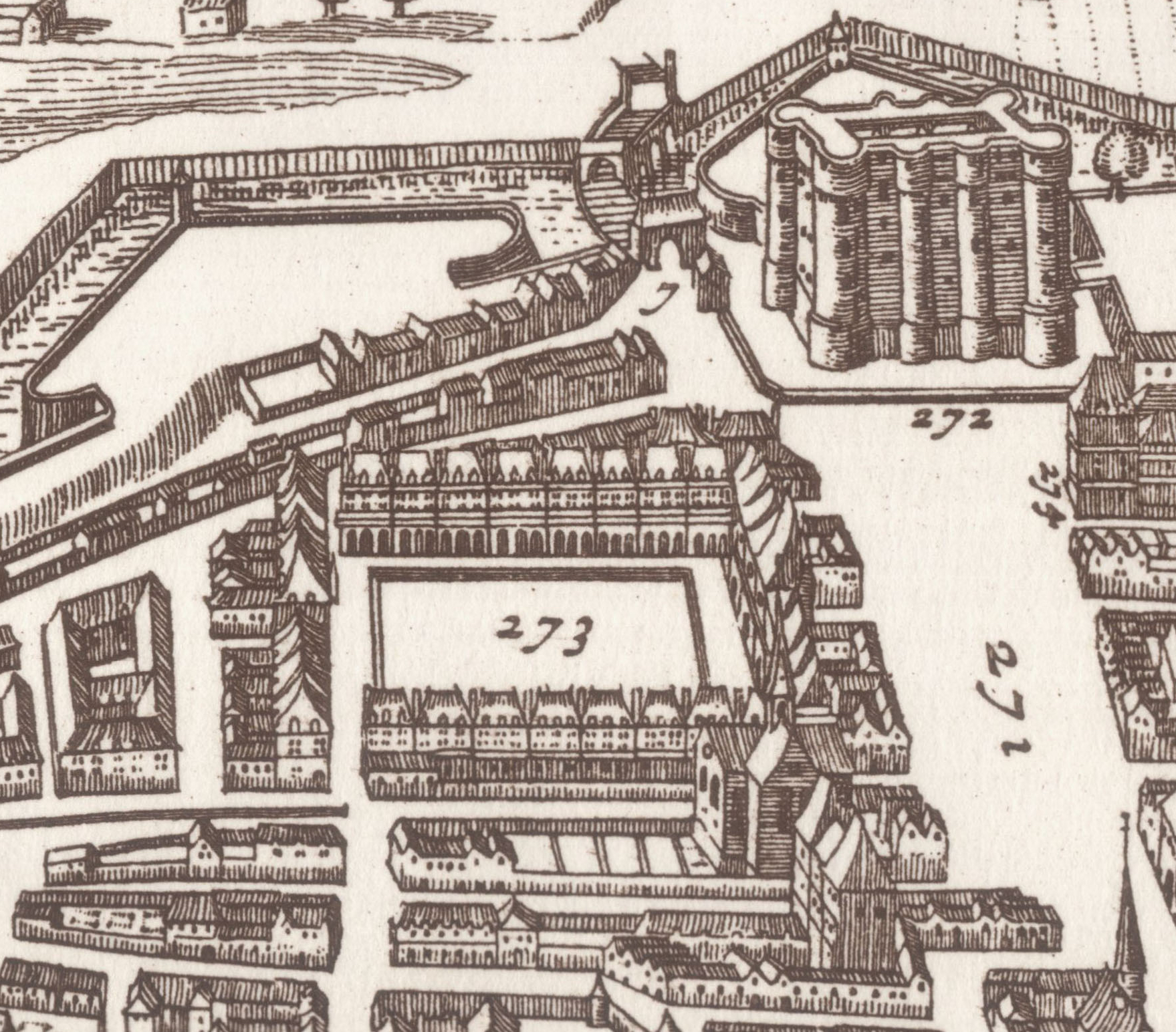
La place des Vosges (détail du plan de Visscher, 1618).
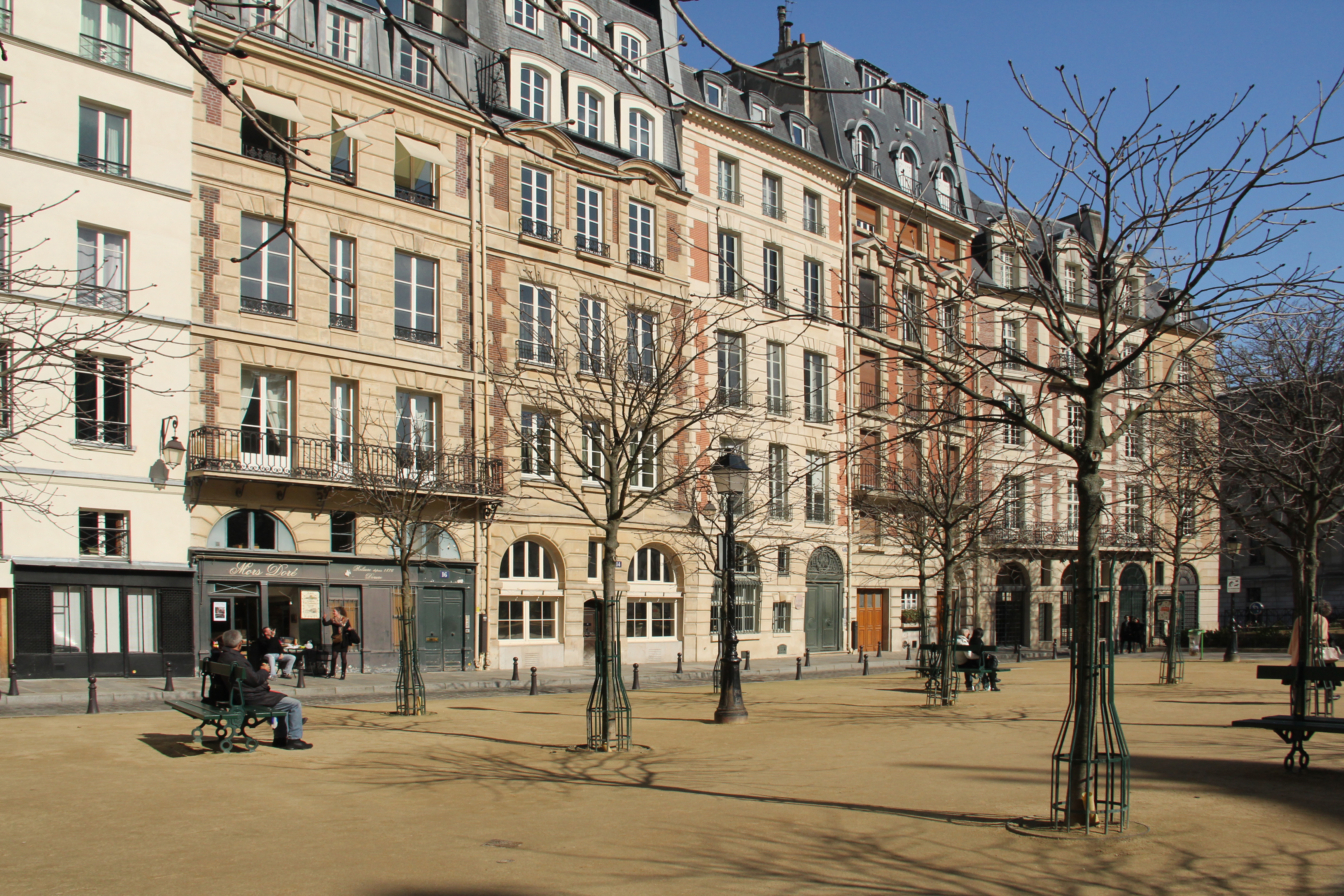
La place Dauphine.

Son règne voit cependant le soulèvement des paysans dans le centre du pays et le roi doit intervenir à la tête de son armée. En 1601, après la guerre franco-savoyarde, le traité de Lyon établit un échange territorial entre Henri IV et Charles-Emmanuel Ier, duc de Savoie : le duc cède à la France la Bresse, le Bugey, les pays de Gex et du Valromey, possession du duché de Savoie depuis plusieurs siècles, mais le contrôle du marquisat de Saluces, en territoire italien, lui est en revanche reconnu. Après le traité, Henri IV doit faire face à plusieurs complots dirigés depuis l'Espagne et la Savoie. Il fait ainsi exécuter le duc de Biron et embastiller le duc d’Angoulême, le dernier des Valois, fils bâtard de Charles IX.
Pour rassurer les anciens partisans de la Ligue, Henri IV favorise également l'entrée en France des jésuites qui pendant la guerre avaient appelé à l'assassinat du roi, crée une « caisse des conversions » en 1598. Il se réconcilie avec le duc de Lorraine Charles III et marie, avec le fils de celui-ci, sa sœur Catherine de Bourbon. Henri IV se montre fervent catholique — sans être dévot — et incite sa sœur et son ministre Sully à se convertir, mais aucun d'eux ne le fait.

### Redressement de l'économie

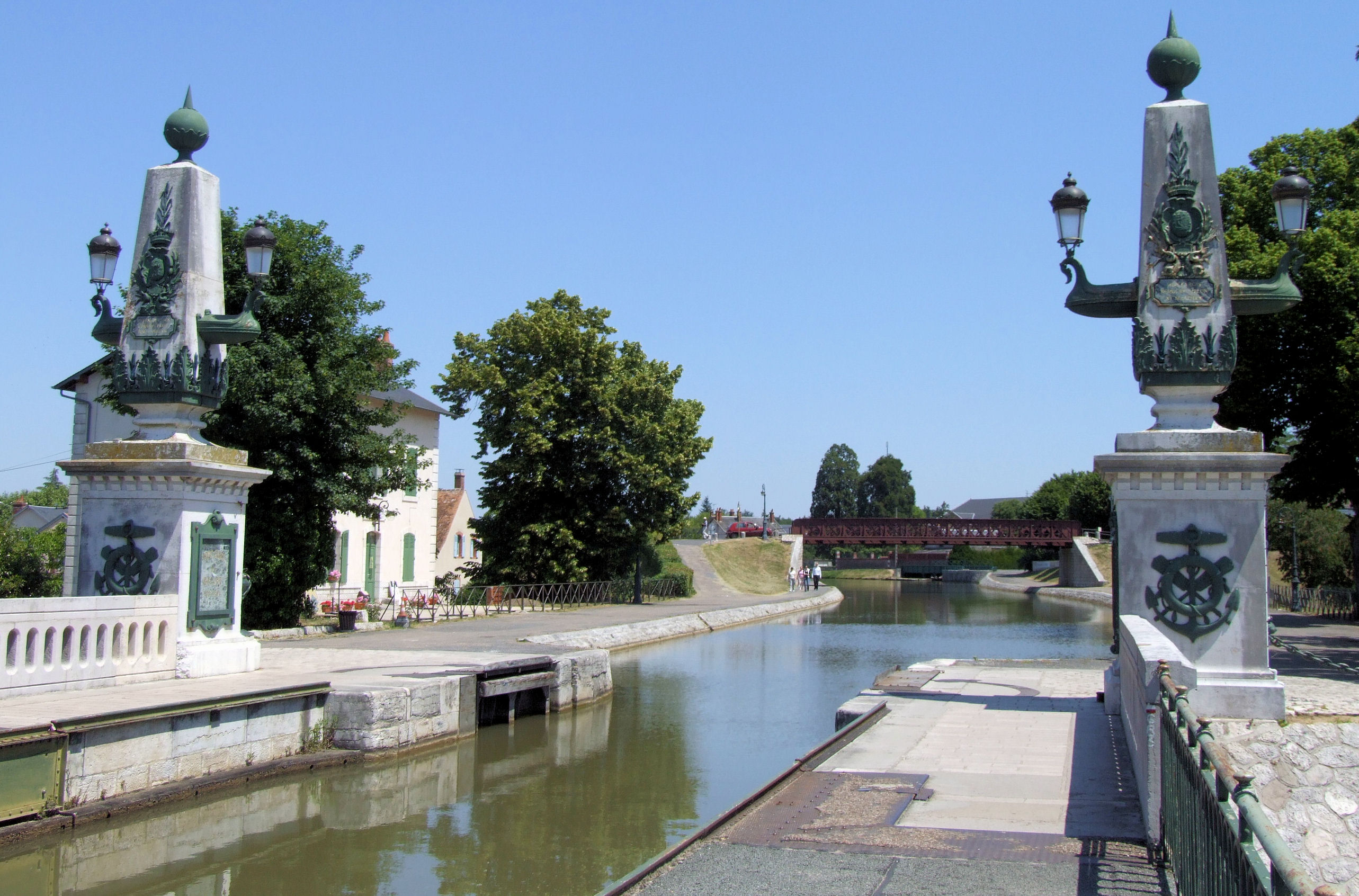
Le pont-canal de Briare (1896), qui appartient au canal Latéral à la Loire lequel rejoint le canal de Briare en cette ville.

Petit à petit, la France doit être remise en état. La production agricole retrouve son niveau de 1560 en 1610. Le désir de paix est unanime : il favorise la mise en place de l’édit de Nantes, la reconstruction, dans le Languedoc et le Nord de la France, a un effet d’entraînement sur toute l’économie.

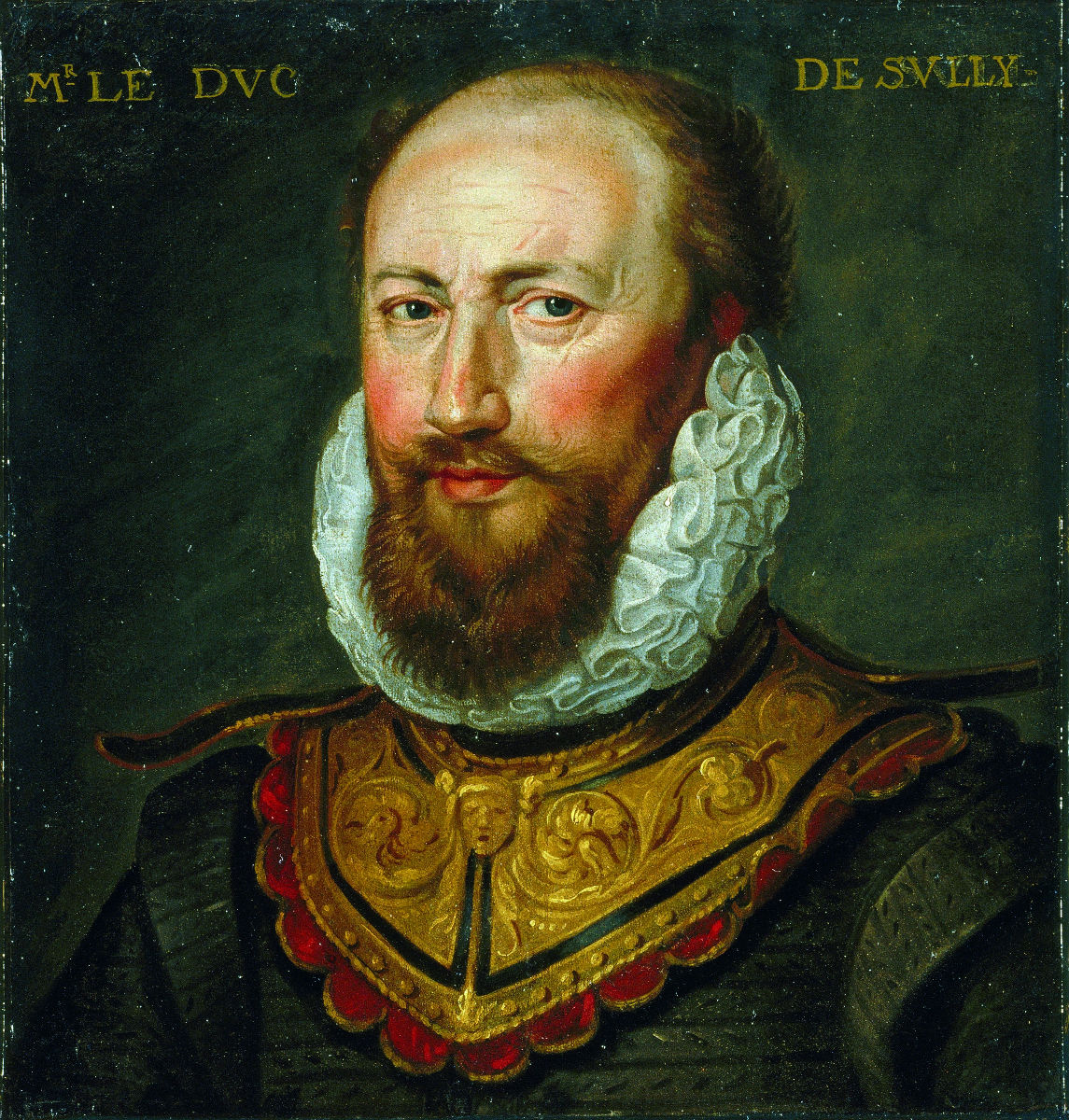
Maximilien de Béthune, duc de Sully.
Huile sur toile, école française du XVIe siècle, musée des beaux-arts de Blois.

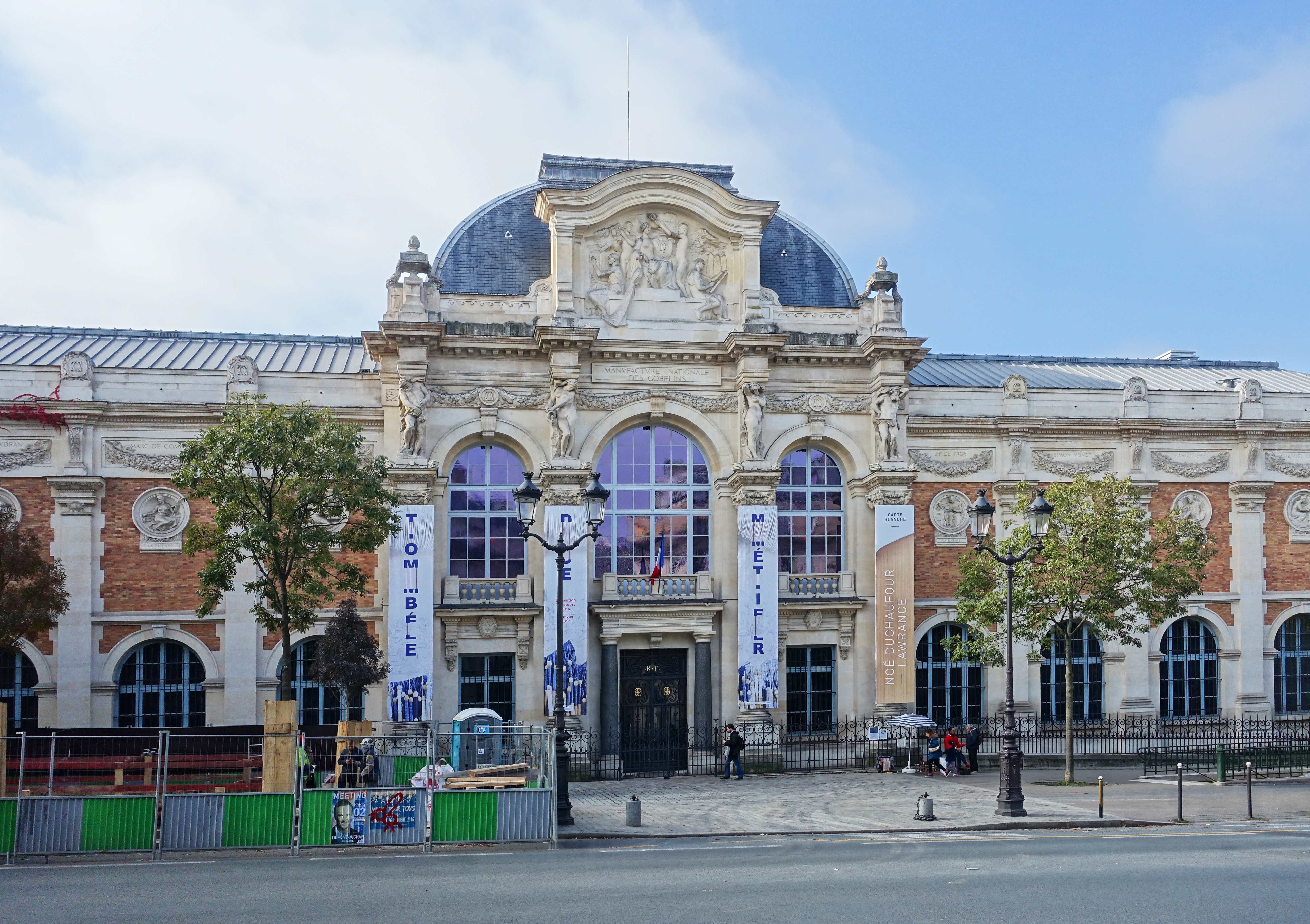
La manufacture des Gobelins, dans son aspect du XIXe siècle.

Le roi et son ministre Sully sont conscients que les arts et l'artisanat d'excellence ont un rôle à jouer dans le redressement économique du royaume. Henri IV cherche notamment à mettre fin aux importations massives de tapisseries des Flandres, qui déséquilibrent la balance commerciale française : il offre en 1597 au maître lissier Girard Laurent de s'établir dans l'ancienne Maison professe des jésuites (désertée par ces derniers à la suite de l'expulsion des jésuites du royaume), où il sera rejoint par le lissier Maurice Dubout. En 1606, les deux tapissiers du roi s'installent dans les nouvelles galeries du Louvre, que le roi transforme en véritable « pépinière » d'artistes. Peintres, sculpteurs, brodeurs, orfèvres, armuriers et ingénieurs y sont logés et bénéficient d'un brevet qui les tient à l'écart des règles contraignantes des corporations. Dans le même temps, les lissiers flamands Marc de Comans et François de La Planche reçoivent l'autorisation pour l'ouverture d'une manufacture de tapisseries « façon de Flandres » dans des ateliers du faubourg Saint-Marcel. C'est l'ancêtre de la célèbre manufacture royale des Gobelins.
Barthélemy de Laffemas et le jardinier nîmois François Traucat s'inspirent des travaux de l'agronome protestant Olivier de Serres et jouent un rôle majeur dans l'histoire de la soie en faisant planter des millions de mûriers dans les Cévennes, à Paris et d'autres régions.
Le canal de Briare reliant la Seine et la Loire (d'où son nom de "canal de Loyre en Seyne") pour le développement économique est le premier grand canal de transport fluvial creusé en France, et surtout le premier à relier deux grandes rivières en passant par-dessus la chaine de collines qui les séparent. La conception en est confiée en 1604 à l'ingénieur tourangeau Hugues Cosnier et les travaux commencent l'année suivante. Le canal de Briare est considéré comme le prototype de tous les canaux de jonction modernes, Panama compris. Le canal sera mis en service en 1642, terminé par une compagnie d'actionnaires, les "Seigneurs du Canal de Loyre en Seyne" (Cosnier meurt en 1629). D'autres projets sont préparés (Cosnier prévoyait aussi une jonction de la Seine à la Meuse, via l'Oise et l'Aisne, réalisée finalement en 1837, c'est le canal des Ardennes) mais ensuite abandonnés à la mort d'Henri IV.
« Poule chimérique que le roi Henri aurait promise à toutes les marmites du royaume, la poule au pot s'est construite depuis le xviiie siècle comme plat mythique et comme lieu de mémoire ». Mais dans une querelle avec le duc de Savoie, il aurait prononcé son désir que chaque laboureur ait les moyens d'avoir une poule dans son pot. Le duc de Savoie, en visite en France, apprenant que les gardes du roi ne sont payés que quatre écus par mois, propose au roi de leur offrir à chacun un mois de paye ; ce à quoi le roi, humilié, répond qu'il pendra tous ceux qui accepteront, et évoque alors son souhait de prospérité pour les Français, symbolisé par la poule au pot,. Son ministre Sully explique dans ses mémoires intitulés Les Œconomies royales sa conception de la prospérité de la France, liée au développement de l'agriculture : « pâturage et labourage sont les deux mamelles de la France. »

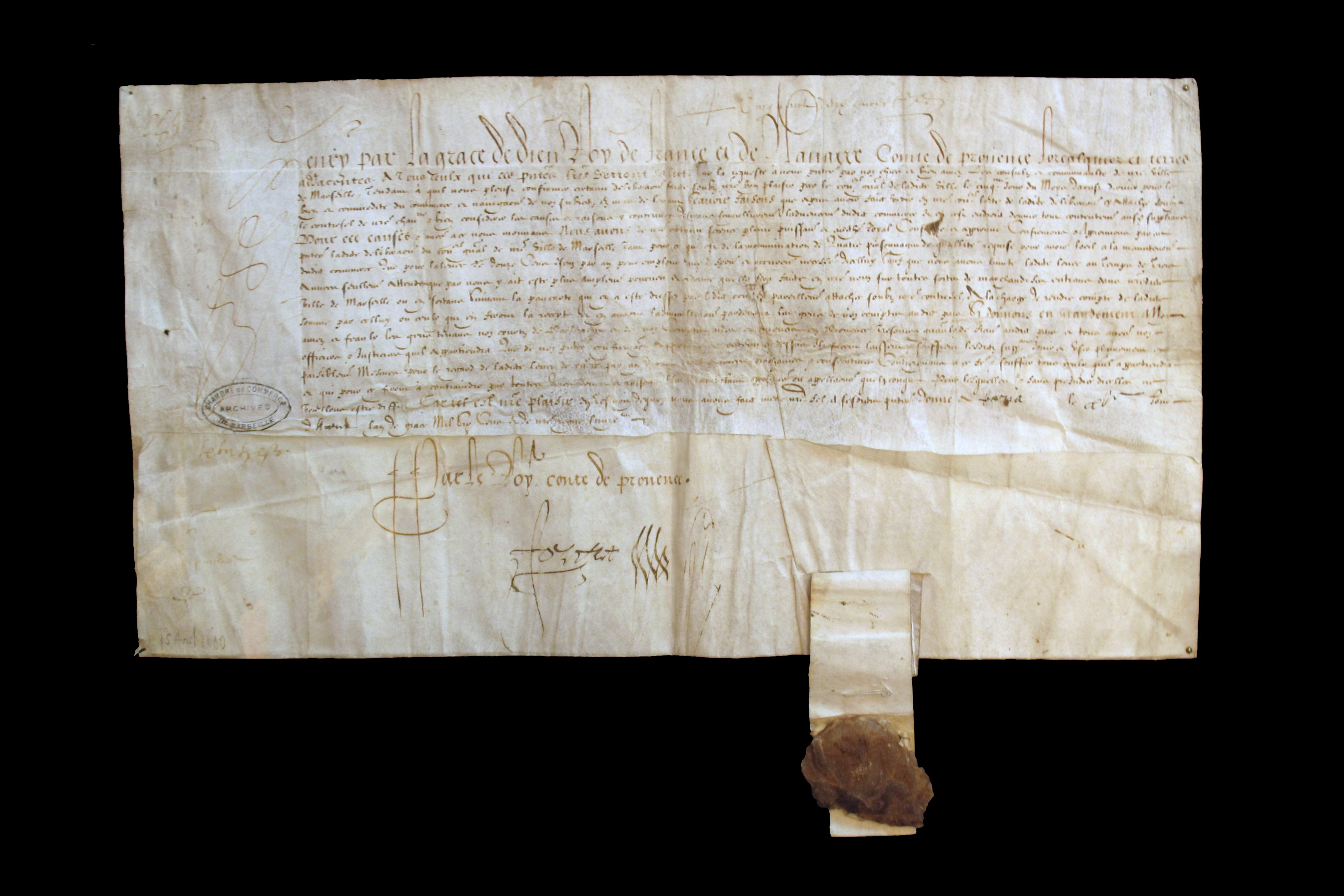
Lettre patente d', musée de la Marine.

Sully règle le problème de la dette en déclarant la France en faillite vis-à-vis de certains créanciers et en négociant les remboursements à la baisse vis-à-vis des autres. Par exemple, en 1602, la France doit 36 millions de livres tournois aux cantons suisses mais, après négociation, elle n'en doit plus que 16 millions en 1607. À partir de 1598 est lancée une enquête contre les faux nobles. Aussi, en 1604, un impôt de succession pour les charges d'officiers est créé : la paulette. L'officier doit verser chaque année un soixantième de la valeur de l'office pour qu'elle devienne héréditaire.
La société reste cependant violente : les soldats congédiés forment des bandes organisées militairement qui écument les campagnes. Pourchassées par les forces de l'ordre royales légitimes, elles disparaîtront progressivement dans les années 1600. Les mœurs au sein de la noblesse restent également violentes : ainsi en 1607 sont enregistrés 4 000 morts par duel ; par ailleurs les enlèvements de jeunes filles à marier provoquent des guerres privées, où là aussi le roi doit intervenir.

### Implantation française en Amérique
Dans la continuité de ses prédécesseurs, Henri soutient les expéditions maritimes en Amérique du Sud et favorise le projet d'une implantation au Brésil. Mais c'est en Nouvelle-France que les Français parviennent à se fixer durablement. Dès 1599, le roi accorde le monopole du commerce des fourrures à Tadoussac, en Nouvelle-France, à François Dupont-Gravé et à Pierre Chauvin. Par la suite, Henri IV donne le monopole du commerce des fourrures et charge Pierre Dugua de Mons (protestant) de monter une expédition, sous les ordres de Samuel de Champlain, et d'établir un poste français en Acadie. Ce sera en premier sur l'Île Sainte-Croix (aujourd'hui Dochet Island au Maine), en 1604 et par la suite à Port-Royal, en Nouvelle-France, au printemps 1605. Mais le monopole est révoqué en 1607, ce qui mettra fin à la tentative de peuplement. Le roi charge Samuel de Champlain de lui faire rapport de ses découvertes. En 1608 le monopole est rétabli, mais pour un an seulement. Champlain est envoyé, avec François Dupont-Gravé, pour fonder Québec, qui est le départ de la colonisation française en Amérique, pendant que de Mons reste en France pour faire prolonger le monopole.

### Assassinat du roi et succession

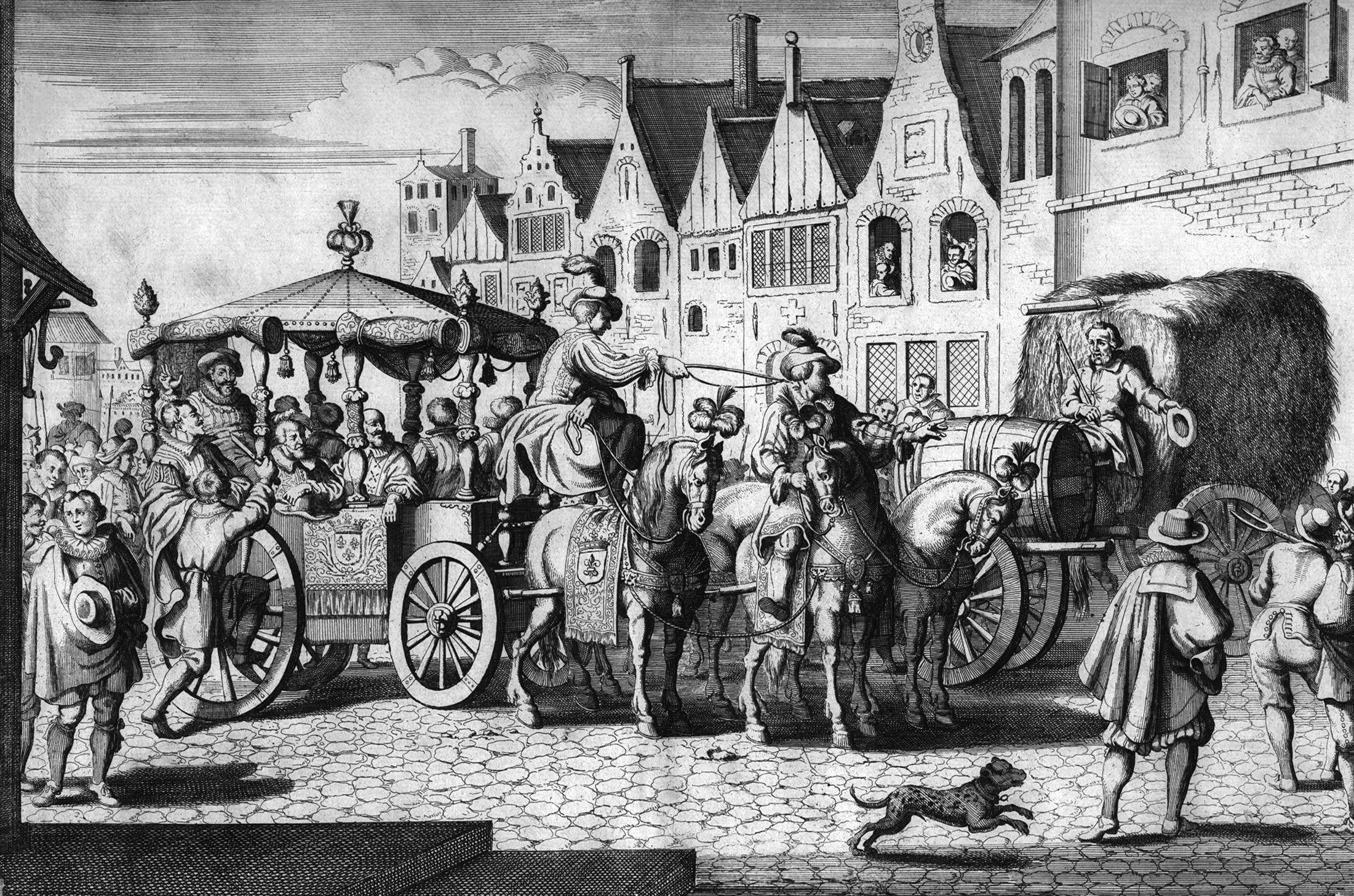
L'assassinat d', rue de la Ferronnerie à Paris. Gravure de Gaspar Bouttats, fin du XVIIe siècle.

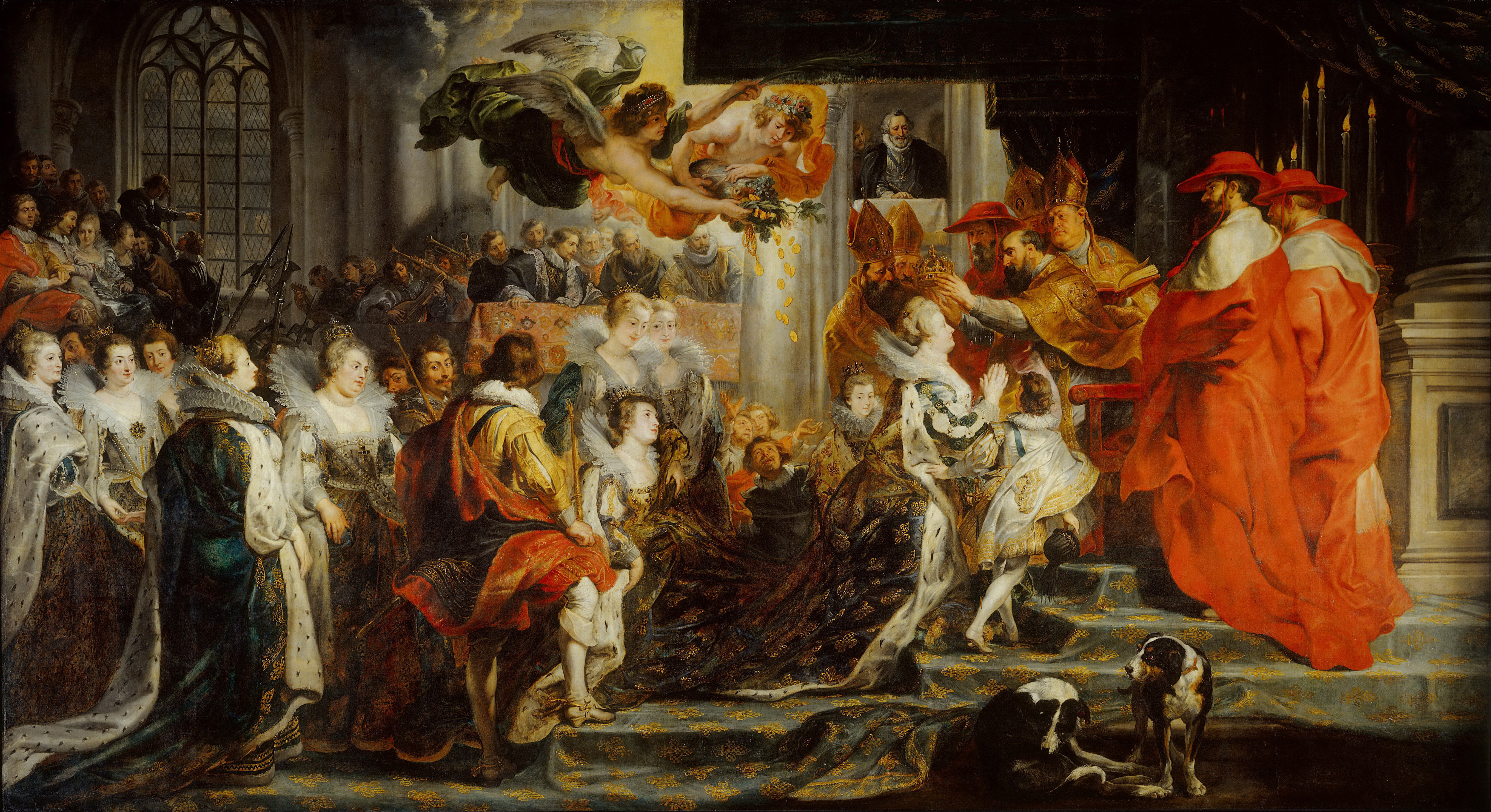
Couronnement de la reine Marie de Médicis à Saint-Denis la veille de l'assassinat du roi (Louvre - Tableau de Pierre Paul Rubens). Le roi apparait dans le petit balcon situé au-dessus de la scène du couronnement.

La fin du règne d'Henri IV est marquée par des tensions avec les Habsbourg et la reprise des hostilités contre l'Espagne. Henri IV intervient dans le conflit de succession qui oppose l'empereur de confession catholique aux princes allemands protestants, qu'il soutient, dans la succession de Clèves et de Juliers. La fuite du prince de Condé en 1609 à la cour de l'infante Isabelle ravive les tensions entre Paris et Bruxelles. Henri IV, estimant son armée prête à reprendre le conflit qui s'était arrêté dix ans plus tôt, s'allie aux protestants allemands de l'Union évangélique. Le 25 avril 1610, François de Bonne de Lesdiguières, représentant d'Henri IV de France dans le château de Bruzolo en Val de Suse, signe le traité de Bruzolo, avec Charles-Emmanuel Ier, duc de Savoie.
Le déclenchement d'une guerre européenne ne plaît ni au pape, soucieux de la paix entre princes chrétiens, ni aux sujets français, inquiets de leur tranquillité. Ne pouvant accepter une alliance avec des princes protestants contre un souverain catholique, des prêtres ravivent par leurs sermons les esprits échauffés des anciens Ligueurs. Le roi voit également un parti qui s'oppose à sa politique au sein même de l'entourage de la reine. Le roi est dans une position fragile qui n'est pas seulement le fait des catholiques, puisque les protestants cherchent à maintenir grâce à l'édit de Nantes leurs privilèges politiques.
Tout en préparant la guerre, on s'apprête au couronnement officiel de la reine à Saint-Denis. Celui-ci se déroule le 13 mai 1610. Le lendemain le ministre Sully étant souffrant, le roi décide de traverser Paris pour aller lui rendre visite à l’Arsenal. Au moment où le carrosse royal passe au niveau du 8-10 rue de la Ferronnerie, le roi est poignardé à trois reprises par François Ravaillac, un catholique fanatique. Ramené de toute urgence au palais du Louvre, le roi Henri IV y meurt de ses blessures à l'âge de 56 ans. L'enquête conclut à l'action isolée d'un fou.
Condamné à mort par le Parlement de Paris pour avoir assassiné le roi, Ravaillac est écartelé le 27 mai 1610 sur la place de Grève, à Paris.
Après autopsie et embaumement du défunt roi qui avait promis sa relique royale au collège des jésuites de La Flèche, son cœur est placé dans une urne de plomb contenue dans un reliquaire d'argent envoyé à l’église Saint-Louis de La Flèche et son corps est exposé dans une chambre de parade du Louvre puis son effigie dans la salle des Cariatides.
Henri IV est enterré à la basilique Saint-Denis le 1er juillet 1610, à l'issue de plusieurs semaines de cérémonies funèbres qui commencent déjà à faire naître la légende du bon roi Henri. Au cours du lit de justice tenu le 15 mai 1610, son fils aîné âgé de neuf ans, le roi Louis XIII, proclame la régence de la reine Marie de Médicis, veuve d'Henri IV.

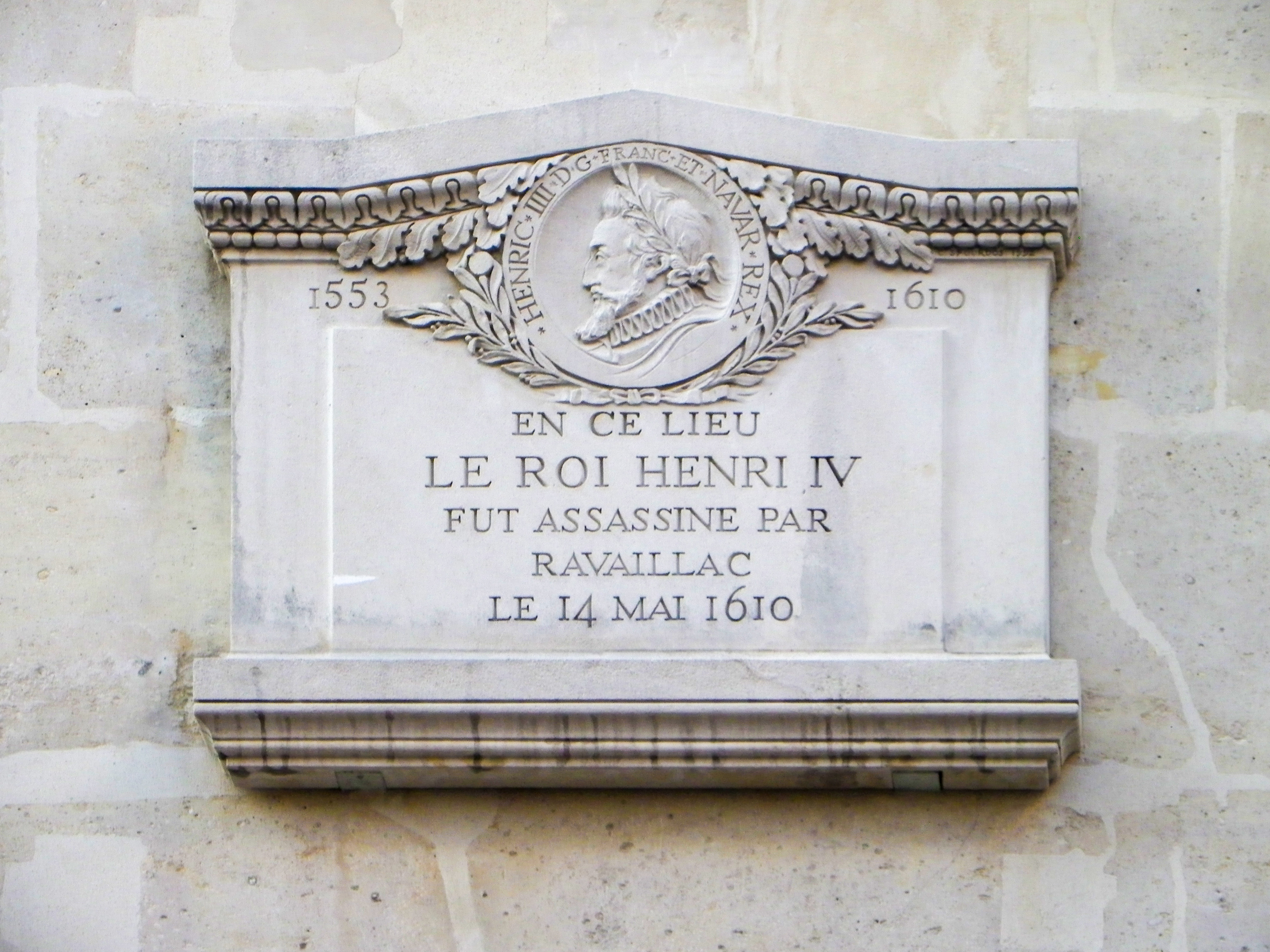
Plaque précisant le lieu de l'assassinat du roi Henri IV par François Ravaillac le 14 mai 1610 rue de la Ferronnerie à Paris.
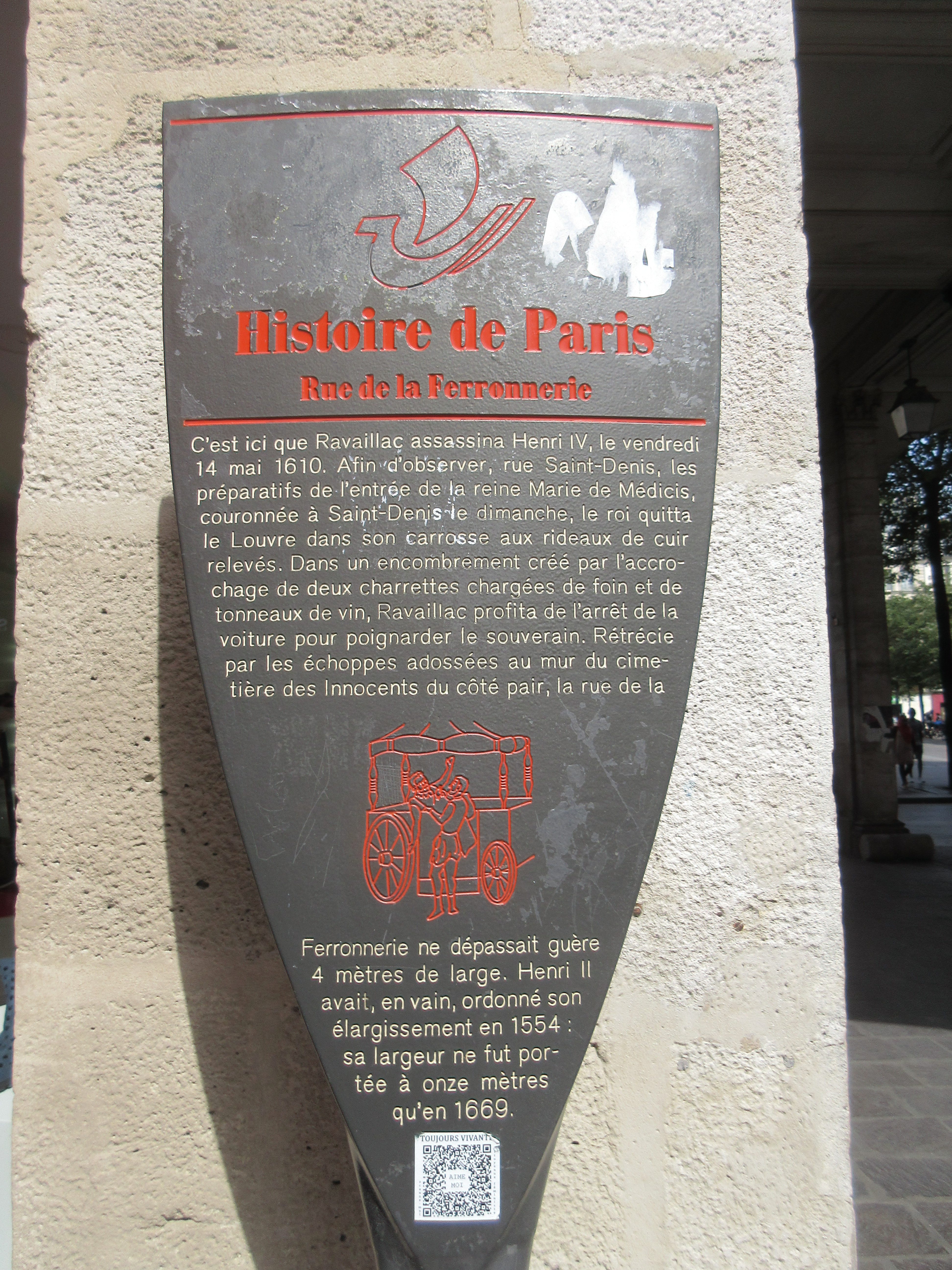
Panneau Histoire de Paris : « Rue de la Ferronnerie ».
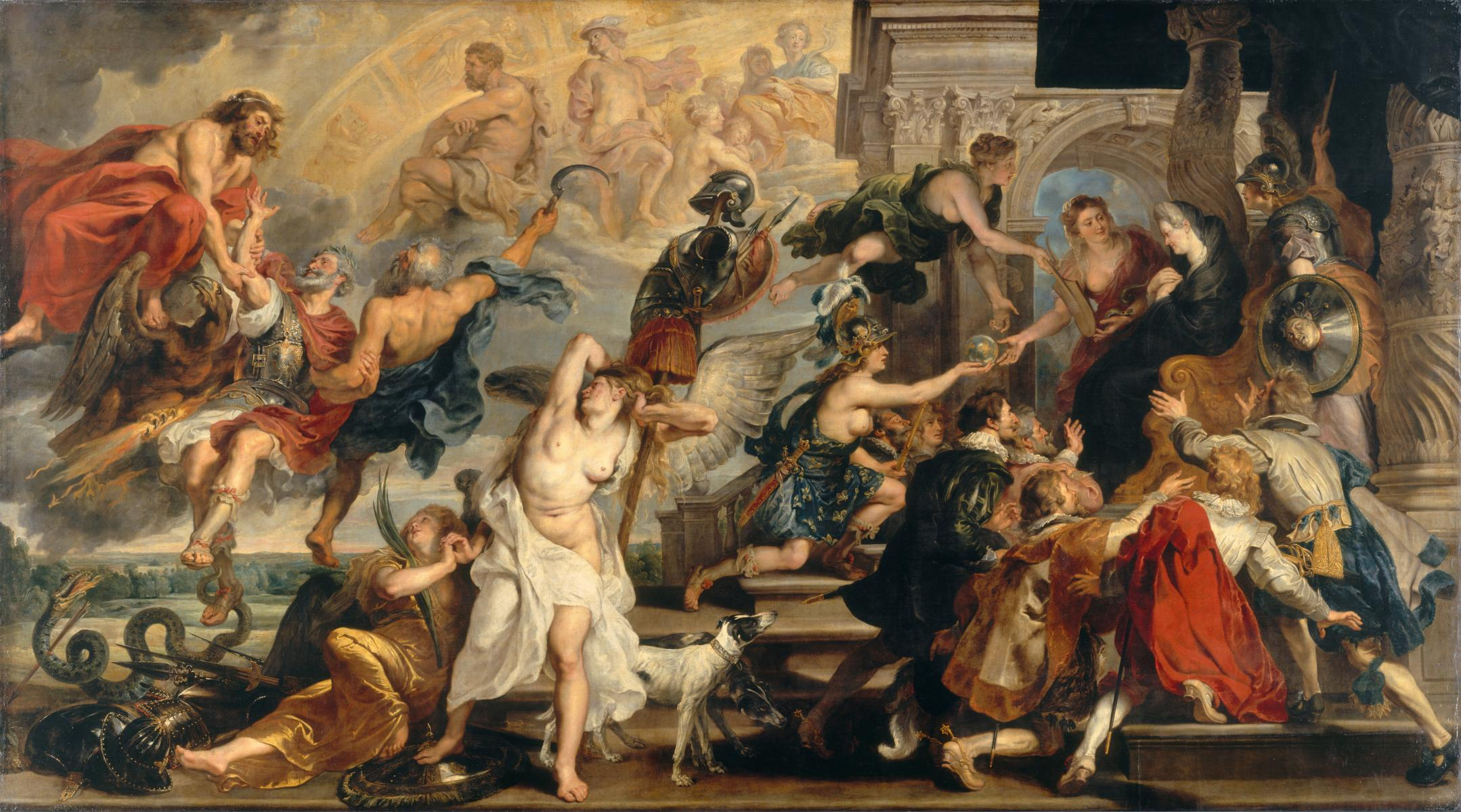
L'Apothéose de Henri IV et la proclamation de la régence de Marie de Médicis, Pierre Paul Rubens.

## Armoiries successives

## Descendance de saint Louis àHenriIV
- Louis IX saint Louis
  - Robert de Clermont
    - Louis Ier de Bourbon

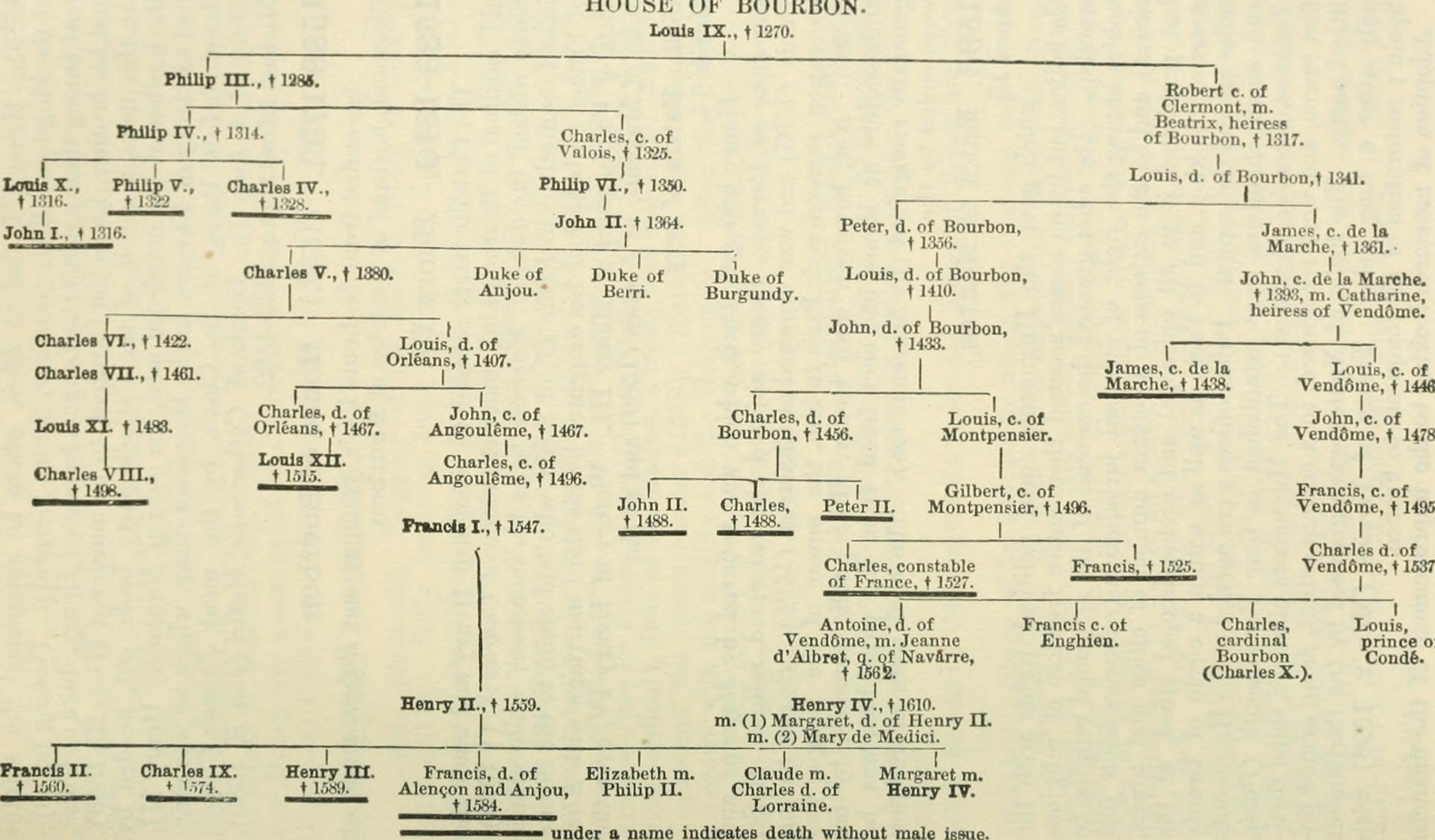
Généalogie des rois de France depuis saint Louis et origines du roi Henri IV (les noms soulignés indiquent l'absence de descendance mâle).

      - Jacques Ier de Bourbon-La Marche
        - Jean Ier de Bourbon-La Marche
          - Louis Ier de Bourbon-Vendôme
            - Jean VIII de Bourbon-Vendôme
              - François de Bourbon-Vendôme
                - Charles IV de Bourbon
                  - Antoine de Bourbon
                    -  Henri IV le Grand

## Enfants

### Enfants légitimes

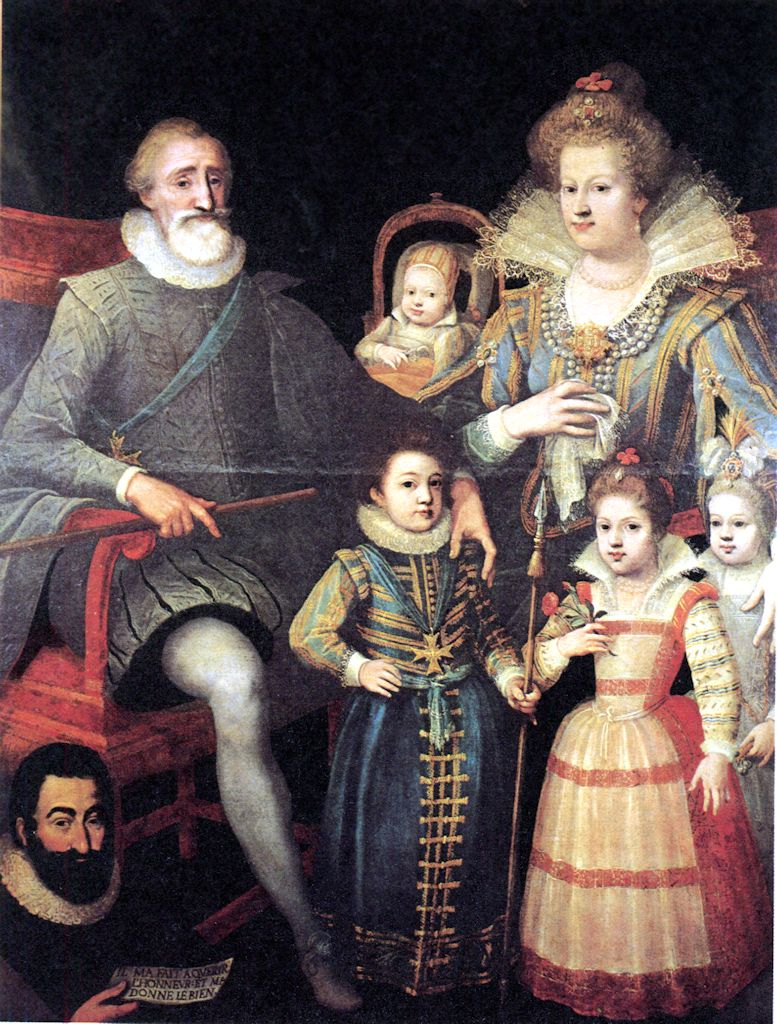
et la famille royale : son épouse Marie de Médicis et ses quatre enfants, Élisabeth, Christine et Monsieur d’Orléans.

Son premier mariage avec Marguerite de France fut infécond. Le roi était en effet atteint d'une malformation congénitale des organes reproducteurs connue sous le nom d'hypospadias ayant pour conséquence une courbure de la verge accompagnée d'un phimosis. Sa malformation ne fut corrigée que par une opération alors que le roi avait plus de 40 ans. Henri IV eut six enfants de son mariage avec Marie de Médicis :
- Louis XIII (27 septembre 1601 - 14 mai 1643), roi de France de 1610 à 1643, épouse en 1615 Anne d'Autriche, infante d'Espagne (1601-1666) ;
- Élisabeth de France (22 novembre 1602 - 6 octobre 1644), épouse Philippe IV (1605-1665), roi d'Espagne, le 25 novembre 1615 à Bordeaux ;
- Christine de France (10 février 1606 - 27 décembre 1663), épouse Victor-Amédée Ier de Savoie (1587-1637) le 10 février 1619 à Paris ;
- Monsieur d’Orléans (13 avril 1607 - 17 novembre 1611), à tort prénommé « Nicolas » par certains auteurs, mort avant d'avoir été solennellement baptisé et nommé, titré à sa naissance duc d'Orléans ;
- Gaston de France (24 avril 1608 - 2 février 1660), duc d'Anjou puis d'Orléans à la mort de son frère Monsieur d'Orléans, épouse en 1626 Marie de Bourbon (1605-1627) puis en 1632 Marguerite de Lorraine (1615-1672) ;
- Henriette-Marie de France (25 novembre 1609 - 10 septembre 1669), épouse Charles Ier d'Angleterre le 13 juin 1625, en la cathédrale de Canterbury.

### Descendants illégitimes
Dans son livre Le rêve de Champlain, l'historien américain David Hackett Fischer défend la thèse selon laquelle l'explorateur Samuel de Champlain aurait pu être un fils illégitime d'Henri IV, conçu durant un séjour du futur roi à La Rochelle durant les guerres de Religion. L'historien explique que Champlain a bénéficié d'une importante pension de la part du roi au cours de sa vie et qu'il avait un accès très facile à celui-ci. En 1632, en parlant d'Henri IV, Champlain écrit : « Majesté, à laquelle j’étais obligé tant de naissance que d'une pension de laquelle elle m’honorait. » Cette rumeur d'une filiation entre Champlain et Henri IV est parvenue aux Algonquins de la vallée du Saint-Laurent et l'un d’entre eux affirme que l'explorateur le lui aurait dit lui-même. Néanmoins, cette rumeur n'a jamais été confirmée.
Henri IV eut également au moins 22 enfants illégitimes parmi lesquels :
- deux d'une mère non nommée :
  - Marie ou Marthe (1571-1605) épouse de Daniel Dupouy de Portes,
  - Jeanne née en 1572 ;
- un seul avec Charlotte de Beaune-Semblançay baronne_de_Sauve :
  - Jeanne-Huguette de Beaune-Semblançay née en 1572 ;
- peut-être un fils avec Louise Borré[66],[67] :
  - Hervé Borré (1576-1643) ;
- un seul avec Catherine de Luc :
  - une fille née en 1579, morte en 1580 ;
- un seul avec Françoise de Montmorency-Fosseux :
  - une fille mort-née en 1581 ;
- peut-être un fils avec Diane d'Andoins :
  - Antonin de Gramont (1583-1588) ;
- un seul avec Martine de Matines (rochelaise) :
  - un enfant né en 1587 ;
- deux avec Esther Imbert (ou Ysambert), Rochelaise :
  - un fils mort-né en 1587,
  - Gédéon, dit Gédéon Monsieur, né à la fin de 1587 ou au début de 1588 et mort le 30 novembre 1588 ;
- quatre avec sa maîtresse Gabrielle d'Estrées, qui furent ensuite tous légitimés :
  - César de Bourbon (1594-1665), duc de Vendôme,
  - Catherine Henriette de Bourbon (1596-1663), dite Mademoiselle de Vendôme, mariée à Charles II de Lorraine, duc d'Elbeuf,
  - Alexandre de Vendôme (1598-1629), dit « le Chevalier de Vendôme »,
  - un fils mort-né le 09/04/1599;
- trois également avec Catherine Henriette de Balzac d'Entragues, marquise de Verneuil :
  - Henri de Verneuil, né en 1600, mort peu après,
  - Henri de Bourbon, duc de Verneuil (1601-1682), évêque de Metz,
  - Gabrielle-Angélique de Verneuil (21 janvier 1603 - morte en 1627), Mademoiselle de Verneuil, qui épouse Bernard de Nogaret de La Valette d'Epernon ;
- un seul avec Jacqueline de Bueil :
  - Antoine de Bourbon-Bueil (1607-1632), comte de Moret ;
- deux avec Charlotte des Essarts :
  - Jeanne-Baptiste de Bourbon (11 janvier 1608 - morte en 1670), abbesse de l'Abbaye Notre-Dame de Fontevraud,
  - Marie Henriette de Bourbon (1609-1629), abbesse de l'abbaye de Chelles.

## Postérité

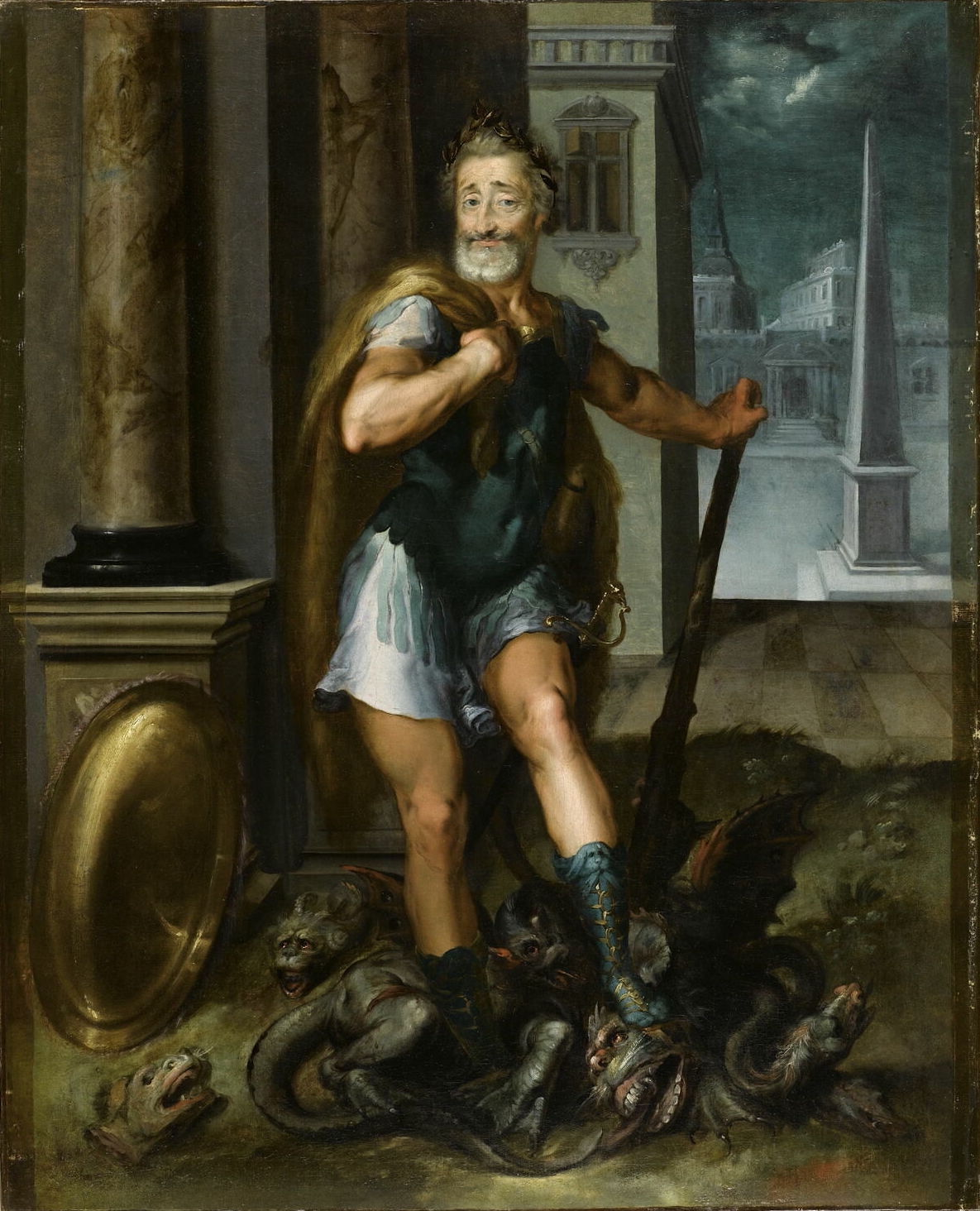
en Hercule terrassant l'hydre de Lerne, vers 1600, musée du Louvre.

### La légende du bon roi Henri: un culte tardif

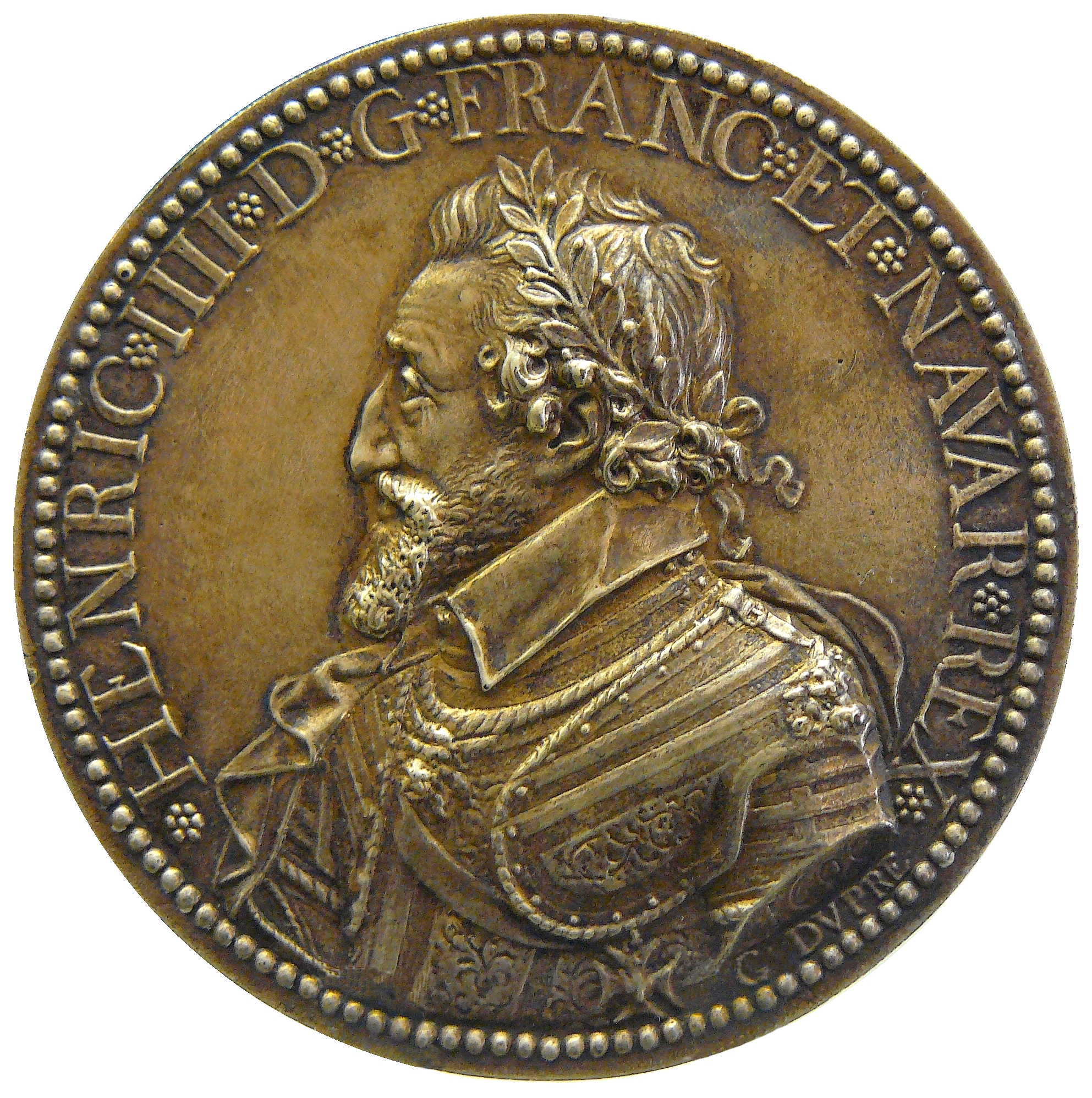
en Hercule gaulois (au revers).

Dès son règne, à la demande de ses conseillers tel Philippe Duplessis-Mornay, Henri IV utilise des imprimeries itinérantes pour diffuser portraits et tracts tentant de le faire passer pour un « prince idéal ». Néanmoins les catholiques le considèrent comme un usurpateur, certains protestants l'accusent de trahison puisqu'il a changé six fois de religion et le peuple voit en lui un tyran prélevant de nombreux impôts. Son assassinat par François Ravaillac le transforme en martyr.
En 1601, un ouvrage hagiographique illustré de 244 pages est édité sous le titre de Labyrinthe royal de l'Hercule gaulois triomphant. Sur le suject des fortunes, batailles, victoires, trophées, triomphes, mariage & autres faicts héroïques & mémorables de très-auguste & très-chrestien prince. Henry IIII.. roy de France, & de Navarre.
C'est au XVIIIe siècle que s'est formée et développée la légende du bon roi Henri. Icône devenue si populaire qu'elle en est restée une image d'Épinal. En l'honneur d'Henri IV, Voltaire écrit en 1728 un poème intitulé La Henriade. Le 12 février 1792, le député Charles Lambert propose d'inhumer son corps et celui de Louis XII au Panthéon, tous deux étant, selon lui, « les seuls de nos rois qui se soient montrés les pères du peuple ».
Lorsque l'on observe ses lettres, il est indéniable que le roi Henri était soucieux d'être proche du peuple, n'hésitant pas à vouloir discuter avec tout un chacun même avec peu de temps devant lui (voir lettre ci-contre).

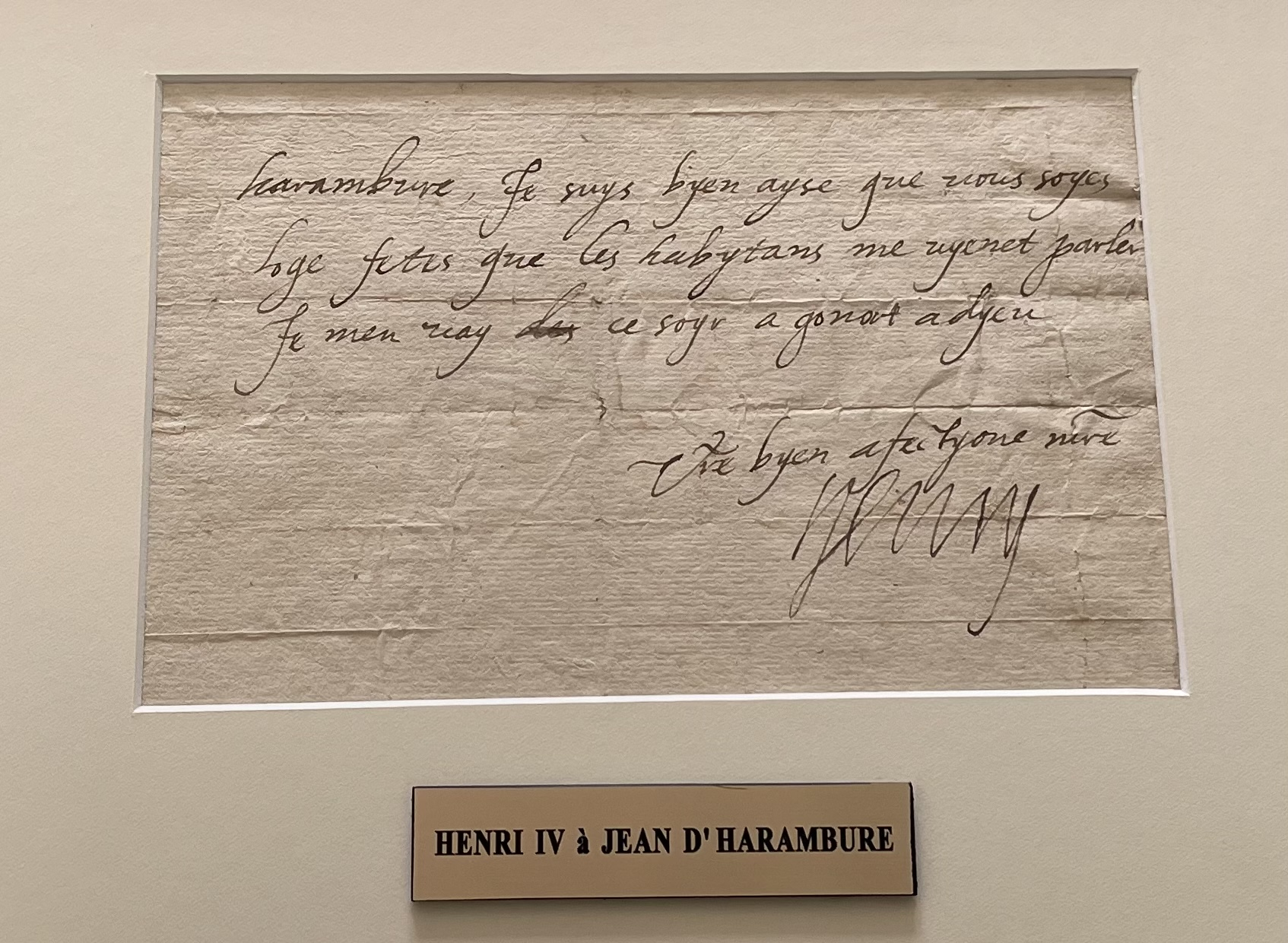
"Fetes que les habytans me vyenet parler" (1589, collection privée)

Malgré cette image positive, son tombeau de Saint-Denis n'échappe pas à la profanation en 1793, due à la haine des symboles monarchiques sous la Révolution française. La Convention avait ordonné l'ouverture de toutes les tombes royales pour en extraire les métaux. Le corps d'Henri IV est le seul de tous les rois à être trouvé dans un excellent état de conservation en raison de son exsanguination. Il est exposé aux passants, debout, durant quelques jours. Les dépouilles royales sont ensuite jetées, pêle-mêle, dans une fosse commune au nord de la basilique, excepté quelques morceaux de dépouilles qui sont conservés chez des particuliers. Louis XVIII ordonnera leur exhumation et leur retour dans un ossuaire sous la crypte, où elles se trouvent encore aujourd'hui.
Dès 1814, on pense à rétablir la statue équestre du roi détruite sous la Révolution. Fondue en 1818, la nouvelle statue équestre a été réalisée à partir du bronze de la statue de Napoléon de la colonne Vendôme. Le siècle romantique pérennisera la légende du Bon Roy Henry, roi galant, brave et bonhomme, jouant à quatre pattes avec ses enfants et grand chantre de la fameuse Poule-au-pot.

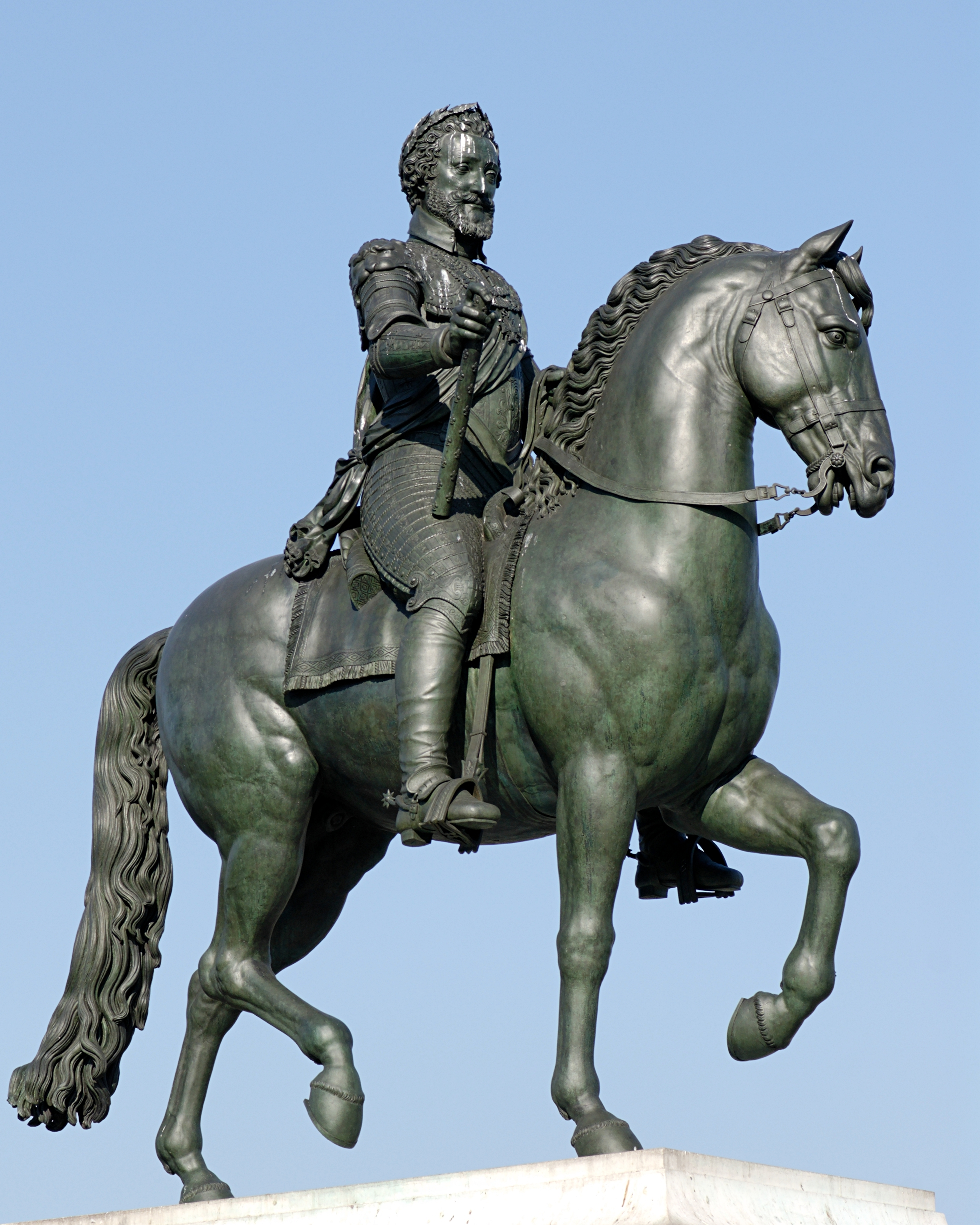
Statue équestre d', au pont Neuf (fondue en 1818).

En fait, l'État avait, après les troubles récents, grand besoin de restaurer une image positive de la monarchie ; Chilpéric et Charlemagne semblaient trop lointains ; les Louis : … VII, VIII, X, XII étaient trop obscurs (ou mieux trop pâles) ; Louis IX jugé, sans doute, trop religieux. Les autres Louis : XI, XIII, XIV, etc. éveillaient de bien mauvais souvenirs… Il fallait donc dans une véritable opération « publicitaire » trouver un monarque qui recueillît le maximum de suffrages : « le bon Roy » tint ce rôle pour la postérité. Alexandre Dumas en fait ainsi un héros épique dans son œuvre Les Grands Hommes en robe de chambre : César, Henri IV, Richelieu en 1856.
Le château de Pau continue de cultiver la légende du bon roi Henri. On peut encore y voir son berceau fait d'une carapace de tortue de mer. C'est dans la tradition béarnaise que son premier baptême se fit : ses lèvres furent humectées de vin de Jurançon et frottées d'ail, ceci pour lui donner force et vigueur. Il doit son surnom de « Vert-galant » à son ardeur envers ses 73 maîtresses officielles recensées, lui donnant 22 enfants légitimes ou non reconnus qui vivent à la Cour[source insuffisante],.
Dans le premier chapitre de L’Homme aux quarante écus, Voltaire mentionne pour le peuple un âge d'or sous Henri IV et Louis XIII en raison de la modicité relative de l'impôt.
Plus récemment, l'historiographie contemporaine a rétabli une image plus complexe et réaliste d'un roi apprécié par ses sujets de manière diverse et qui batailla pour faire accepter sa politique. Ses allées et venues d'une confession à l'autre, l'abjuration d'août 1572 et celle solennelle du 25 juillet 1593, lui valurent des inimitiés dans les deux camps. Henri IV en avait bien conscience et on lui prête vers la fin de sa vie les paroles suivantes : « Vous ne me connaissez pas maintenant, vous autres, mais je mourrai un de ces jours, et quand vous m'aurez perdu, vous connaîtrez lors ce que je valais ».
Chaque année depuis 1604, une messe pour la prospérité de la France est célébrée en la basilique Saint-Jean-de-Latran par le vicaire pontifical, à l'occasion du jour anniversaire de sa naissance.

### Un objet de haine
Avant d'être aimé du peuple, Henri IV fut donc l'un des rois les plus détestés, surtout par le parti catholique, son effigie brûlée et son nom associé au diable ou à l'Antéchrist comme dans les sermons fanatiques du ligueur Jean Boucher. À cause du martèlement quotidien des prêtres ligueurs durant la dernière guerre de Religion, on dénombre pas moins d'une douzaine de tentatives d'assassinat, contre lui, dont le batelier orléanais Pierre Barrière arrêté à Melun (armé avec intention déclarée) le 27 août 1593 et qui fut roué et brûlé sur la place du Martroy à Melun et Jean Châtel qui, lui, blessa le roi au visage le 27 décembre 1594 rue saint-Honoré, chez sa maîtresse. Son assassinat par Ravaillac est même vécu par certains comme une délivrance, au point qu'une rumeur d'une nouvelle Saint-Barthélemy se répand durant l'été 1610.
Attaques incessantes : physiques ou morales ou religieuses… sans même parler de l'affaire Marthe Brossier grossièrement montée par la Ligue (voir la : « Nouvelle collection des mémoires pour servir à l'histoire de France », de Joseph Fr. Michaud, Jean Joseph François Poujoulat - 1838 - France).

### Une popularité (essentiellement) posthume

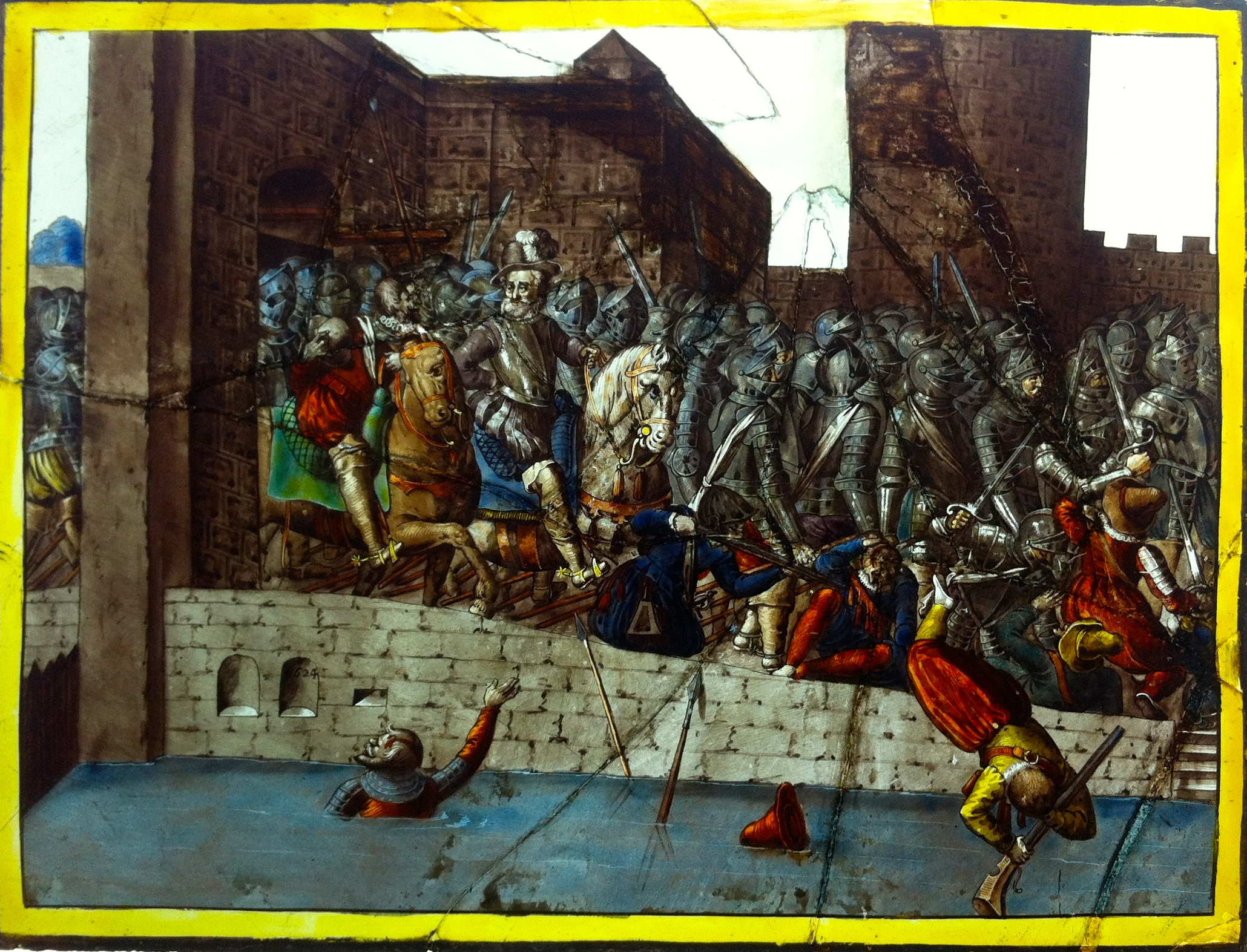
L'entrée d' à Paris d'après l’œuvre de Léonard Gaultier.
Vitrail de Linard Gontier provenant de l'ancien hôtel des arquebuses de Troyes (XVIIe siècle).

La popularité croissante du roi peut tenir à son attitude lors des sièges : il veille à ce que les villes prises ne soient pas pillées, et leurs habitants épargnés (et ce, dès le siège de Cahors en 1580). Il se montre magnanime également avec ses anciens ennemis ligueurs, notamment après la reddition de Paris. Il préfère acheter les ralliements, que faire la guerre pour conquérir son royaume. L'historiographie contemporaine a également confirmé l'attachement réel du roi pour le catholicisme après sa conversion, malgré un recul marqué à l'égard des dogmes religieux qu'ils soient catholiques ou protestants.
Ayant été le dernier comte de Foix, Henri IV est à ce titre resté un roi d'une grande importance pour les Ariégeois et souvent cité dans l'histoire locale.
La chanson Vive Henri IV ! qui a été écrite en son honneur a été durablement populaire en France à partir de 1774. Sous la Restauration, son air est fréquemment joué dans les cérémonies se déroulant hors de la présence du Roi et de la famille royale. Il fait alors figure de chanson quasi officielle de la monarchie.

### Le cœur d'HenriIV
Vingt jours après la mort d'Henri IV, le cœur du monarque est placé dans le retable de l'autel d'une chapelle latérale de l'église du collège de La Flèche. En février 1643, le cœur de Marie de Médicis y rejoint celui de son époux. Durant la Révolution, le 7 vendémiaire an II, le représentant du peuple Didier Thirion fait brûler sur la place publique le cœur du roi et de Marie de Médicis par les troupes du général Fabrefond. Le cœur d'Henri IV était conservé dans une boîte de chêne qui fut brisée, et le coffre en plomb à l'intérieur ouvert ; celui-ci portait l'épitaphe : « Cy gît le cœur de Henri-le-Grand. » Un cœur noirci et solide en fut extrait et brûlé sur un bûcher sur la place de la Révolution.
Une fois la foule dispersée, Charles Boucher, l'ex-chirurgien du Collège, récupère les cendres de ces deux cœurs qu'il conserve, à son domicile, dans une ampoule de verre dont il fait un objet de vénération pour sa famille. L'ampoule est restituée au collège de La Flèche à la Restauration. Le 6 juillet 1814, la veuve de Boucher fait mettre les cendres dans un flacon de verre blanc, enfermé dans un caisson de plomb doré en forme de cœur qui est porté en procession solennelle par le maire et donné au général Dutheil, commandant le Prytanée, lequel enfin dépose les cendres sur une estrade dans le chœur de l'église, dans une niche en haut de la grande tribune.

### Controverse autour de la tête d'HenriIV(2010-2013)

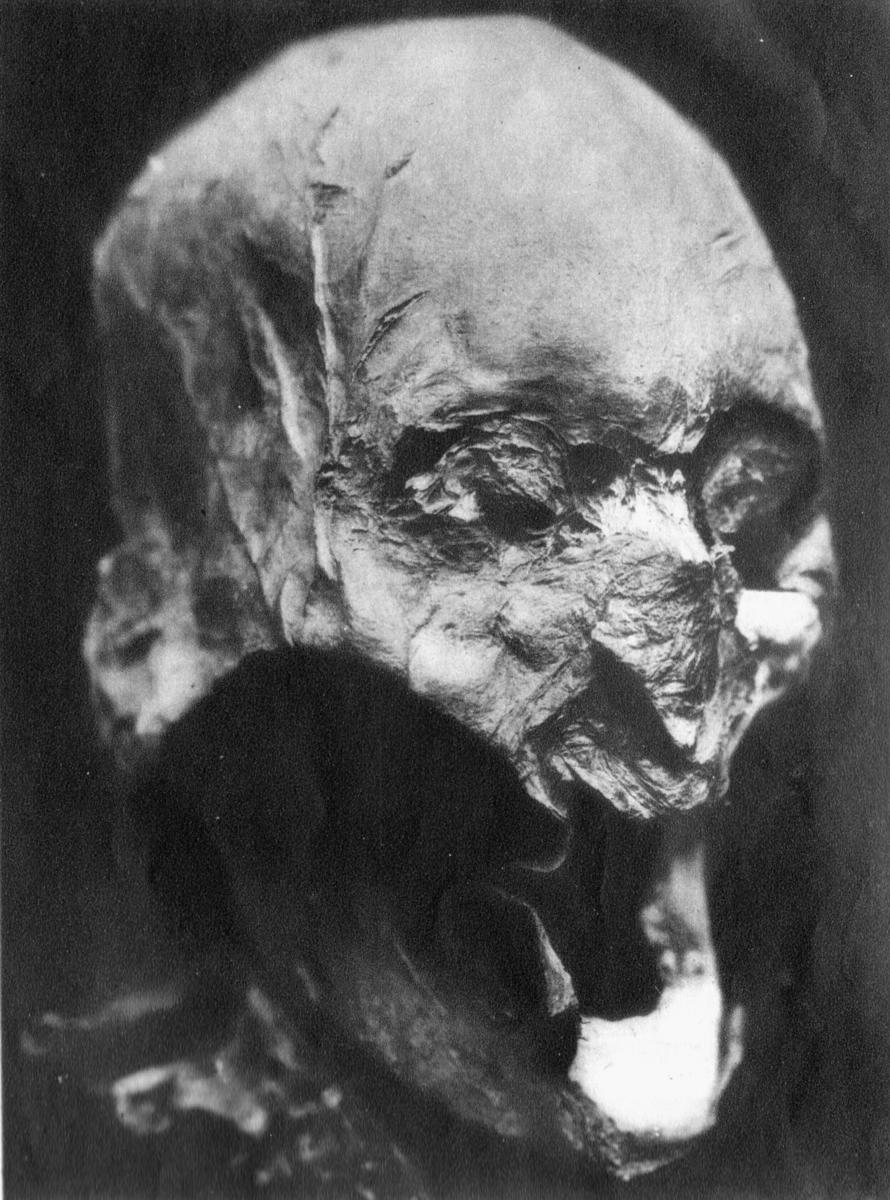
Tête momifiée de ?

En 2010 et 2012, une équipe de scientifiques rassemblée autour du médecin légiste Philippe Charlier serait parvenue à authentifier la tête momifiée du roi qui aurait été séparée de son corps à la Révolution - même si aucun document d'archives ne le rapporte. Sous la Terreur, le tombeau du roi à la basilique de Saint-Denis fut, comme ceux des autres monarques, profané. Son corps, exposé au public durant deux jours, fut ensuite jeté, avec celui des autres rois, dans une fosse commune. Au début du XXe siècle, un collectionneur prétendait posséder la tête momifiée du roi. Il fallut attendre le quadricentenaire de l'assassinat du roi en 2010 pour que des analyses scientifiques soient effectuées sur la présumée relique.
Une première étude aurait trouvé trente points de concordance confirmant que l'identité de la tête embaumée était bien celle du roi Henri IV, avec selon les auteurs de cette étude, « 99,99 % de certitude ». Cette conclusion fut confirmée en 2012 par une seconde étude à l'Institut de biologie évolutive de Barcelone qui parvint à extraire de l'ADN et à le comparer avec l'ADN supposé de Louis XVI (à partir d'un mouchoir qui aurait été trempé dans le sang du roi le jour de son exécution). À l'occasion de l'annonce des résultats, une image du visage royal créé virtuellement en 3D fut présentée au public.
Cette authentification est contestée par plusieurs historiens, généticiens, médecins-légistes, archéologues, paléoanthropologues et journalistes, comme Joël Cornette, Jean-Jacques Cassiman, Maarten Larmuseau, Geoffroy Lorin de la Grandmaison, Yves de Kisch, Franck Ferrand, Gino Fornaciari.
En décembre 2010, le prince Louis de Bourbon s'adresse au président Nicolas Sarkozy pour obtenir la réinhumation de la tête présumée de son aïeul dans la nécropole royale de la basilique de Saint-Denis. Selon Jean-Pierre Babelon, Nicolas Sarkozy prévoit initialement une cérémonie pour mai 2012. Cependant, la controverse autour de la relique et la campagne présidentielle repoussent la date de la célébration et le projet est ensuite abandonné par François Hollande.
Le 9 octobre 2013, un article scientifique publié dans l’European Journal of Human Genetics, cosigné par les généticiens Maarten Larmuseau et Jean-Jacques Cassiman de l'université catholique de Louvain, ainsi que plusieurs historiens, a montré que le chromosome Y de trois princes de la maison de Bourbon actuellement vivants différait radicalement de la signature ADN trouvée dans la tête comme dans le sang analysés au cours de l'étude de 2012. L'article émet l'hypothèse que les échantillons aient été contaminés et qu'une analyse du chromosome Y sur le cœur de Louis XVII, fils de Louis XVI, déjà identifié, pourrait lever tous les doutes.

## Devise
Sa devise, Duo prætendit unus, peut se traduire par « L'une protège l'autre » (la France et la Navarre).

## Dans les arts

Armoiries de Navarre du premier roi de la dynastie des Bourbon : parti d'azur à trois fleurs de lys d'or et de gueules aux chaînes d'or posées en orle, en croix et en sautoir, chargées en cœur d'une émeraude au naturel.

(liste non exhaustive)

### En littérature
- George Chapman (1559-1634), The Conspiracy and Tragedy of Byron (1608), éd. John Margeson (Manchester, Manchester University Press, 1988).
- Voltaire, La Henriade, 1723.
- M. de Rozoy, Henri IV, Drame lyrique, 1774.
- Abel Hugo, La Naissance de Henri IV, nouvelle dans la revue Le Conservateur littéraire, 1820[93].
- Marcelle Vioux, Le Vert-Galant, vie héroïque et amoureuse de Henri IV ; illustré par le fac-similé de portraits et tableaux historiques (Fasquelle, 1935).
- Heinrich Mann, Le roman d'Henri IV, Paris, Gallimard NRF, 1972, 3 vol.
- François Bayrou, Henri IV : le Roi libre, éd. Flammarion, 1994  (ISBN 978-2277241836).
- Michel Peyramaure, Henri IV, Robert Laffont, 1997, 3 vol.

### Au cinéma et à la télévision
- La Bouquetière des innocents (1922), film français réalisé par Jacques Robert.
- Le Vert galant (1924), film français réalisé par René Leprince. Ce film retrace le parcours qui mena Henri de Navarre jusqu'au trône de France.
- La Reine Margot (1954), film français réalisé par Jean Dréville. Rôle interprété par André Versini.
- Vive Henri IV, vive l’amour (1961), film français réalisé par Claude Autant-Lara. Rôle interprété par Francis Claude. Ce film montre un roi populaire, franc buveur, solide mangeur, paillard et grivois, heureux dans ses bonnes fortunes.
- La Reine Margot (1994), film français réalisé par Patrice Chéreau. Rôle interprété par Daniel Auteuil.
- La Dame de Monsoreau (2008), téléfilm français réalisé par Michel Hassan, librement adapté du roman homonyme d'Alexandre Dumas. Rôle interprété par Thierry Godard (Roi Henry de Navarre).
- Secrets d'Histoire : Henri IV : le roi de cœur (2009) : documentaire-fiction réalisé par Jean-Christophe de Revière et présenté par Stéphane Bern[94]
- Henri 4 (2010), film allemand réalisé par Jo Baier, d’après Le Roman d’Henri IV de Heinrich Mann. Rôle interprété par Julien Boisselier.

### Au théâtre
- Henri IV le bien-aimé, écrit et mis en scène par Daniel Colas, avec Jean-François Balmer et Béatrice Agenin, théâtre des Mathurins, 2010.

### Dessins, estampes, peintures

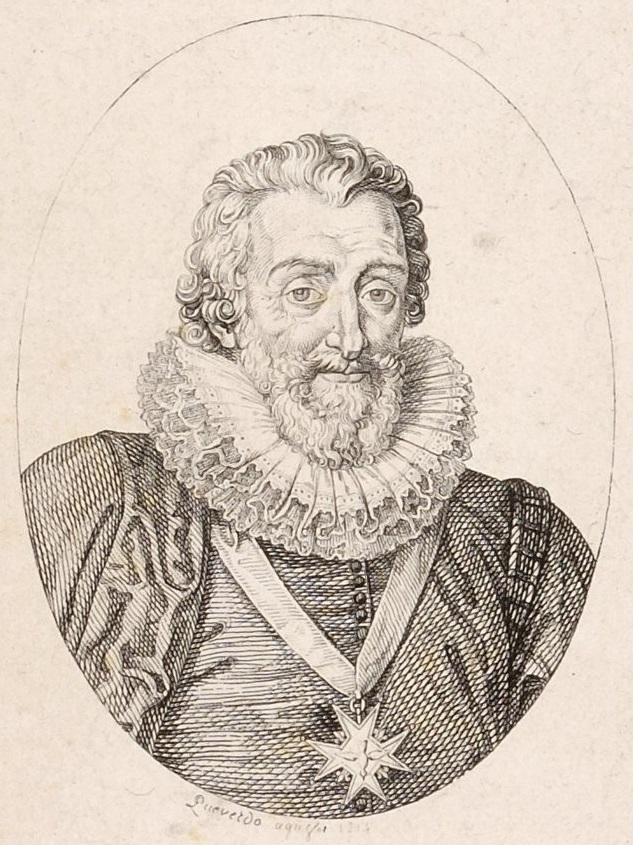
Henri IV, gravure de Louis-Yves Queverdo.

- Isaac Briot (1585-1670), graveur, F. Quesnel, peintre du modèle, Le Portraict de très hault, très puissant, très excellent prince Henry le Grand, par la grâce de Dieu, Roy de France et de Navarre, très chrestien, très Auguste, très Victorieux et Incomparable en magnanimité et clémence, qui trespassa en son Palais du Louvre, le Vendredy 14e May 1610, (voir).
- Diverses estampes d'Henri IV.
- Diverses peintures d'Henri IV.
- Divers dessins d'Henri IV.

### Sculptures
- 1834-1838 : Henri IV statue équestre en bronze du roi coiffé de lauriers par le sculpteur Philippe Joseph Henri Lemaire. Vestige de l'incendie de l'hôtel de ville de Paris par les communards en 1871, aujourd'hui au musée Carnavalet.
- Diverses sculptures d'Henri IV.

### Numismatique
- Le billet 5 000 francs Henri IV (1957-1959) et le billet 50 nouveaux francs Henri IV (1959-1961).